# San Teodoro (Genova)
San Teodoro (San Tiodöo /saŋ tjuˈdɔːu/ in ligure) è un quartiere di Genova, compreso tra i quartieri di Sampierdarena ad ovest, Rivarolo a nord-ovest, Lagaccio e Prè a est. Verso sud il quartiere è affacciato sull'area portuale compresa tra la Stazione Marittima e la Lanterna, dedicata principalmente al traffico passeggeri (terminal crociere e terminal traghetti).

## Descrizione del quartiere
L'ex circoscrizione "San Teodoro", cerniera tra il centro della città e i quartieri del ponente genovese, fa parte insieme a Sampierdarena del Municipio II Centro Ovest e comprende le unità urbanistiche "Angeli" e "San Teodoro", che insieme hanno una popolazione di 21 957 abitanti (dato aggiornato al 31 dicembre 2022).
L'area centrale del quartiere è comunemente chiamata "Dinegro", dal nome della piazza intitolata alla storica famiglia genovese sulla quale si affacciano, al di là della ferrovia, la villa Rosazza e la chiesa di S. Teodoro.

### Toponimo
Il quartiere prende il nome dall'antica chiesa di San Teodoro, demolita nel 1870 per l'ampliamento delle infrastrutture portuali e ricostruita a poca distanza dal sito originario.

## Territorio
San Teodoro, il più occidentale tra i sestieri in cui era suddivisa la città di Genova, rimase per secoli all'esterno delle mura cittadine e fu inglobato nella cerchia difensiva solo nel Seicento con la costruzione delle Mura Nuove.
L'antico sestiere di S. Teodoro aveva un territorio molto più esteso dell'attuale quartiere, poiché negli anni settanta del Novecento a levante furono staccate le zone di Oregina e del Lagaccio, che andarono a costituire la nuova circoscrizione "Oregina-Lagaccio", oggi compresa nel Municipio I Centro Est,

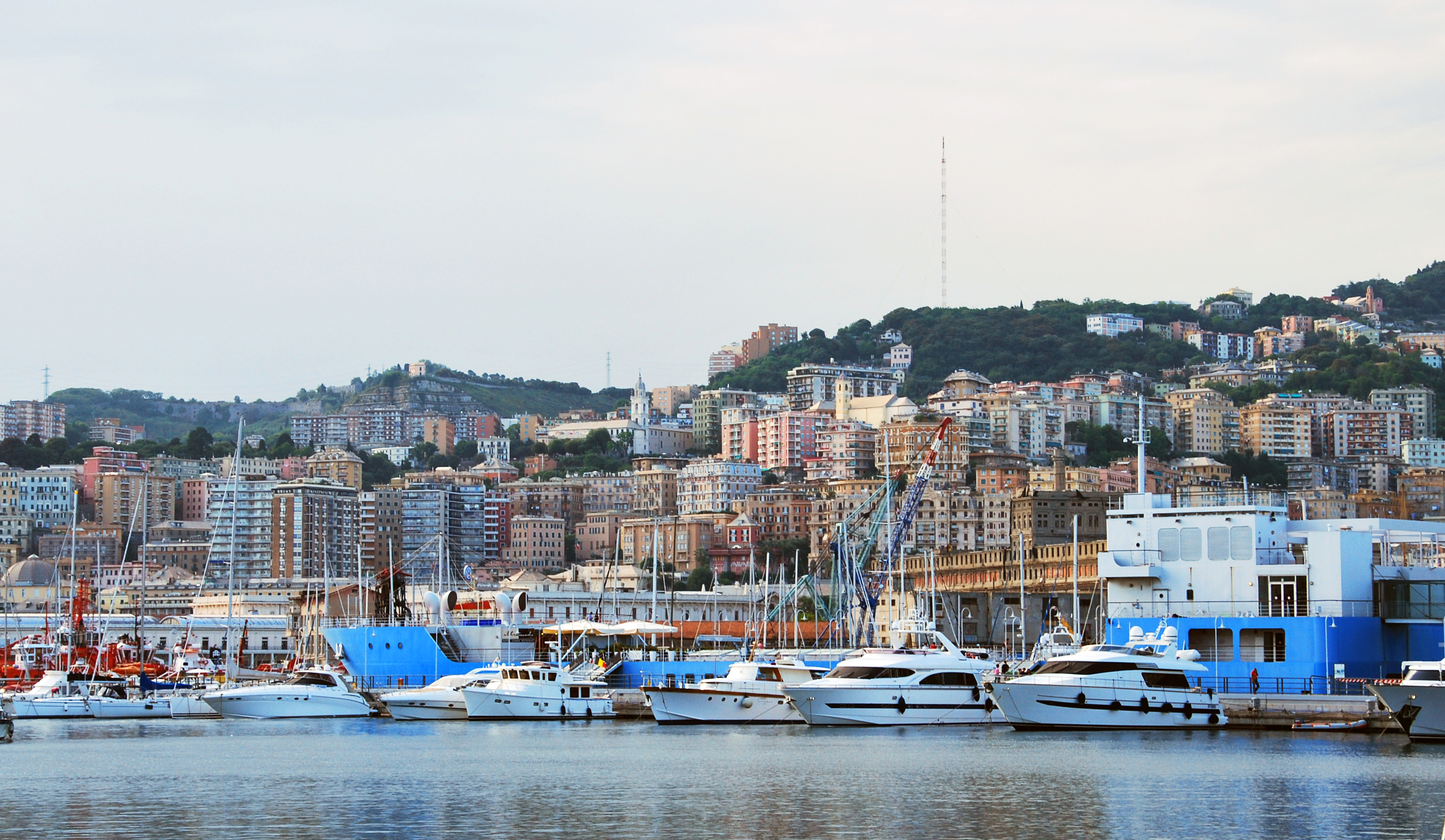
Panorama sul quartiere dalla Stazione Marittima

Fino agli anni trenta del Novecento la delimitazione del quartiere verso Sampierdarena era nettamente delineata dal crinale delle colline di S. Benigno e degli Angeli, sulle quali correva il ramo di ponente delle mura seicentesche. Oggi, dopo l'imponente sbancamento del colle di S. Benigno, la delimitazione è costituita dalla linea che partendo dalla Lanterna passa per il cavalcavia di via di Francia (comunemente detto ponte elicoidale) e superata la ripida scarpata corrispondente al taglio del colle di S. Benigno, raggiunge le "mura degli Angeli". Da lì segue le mura fino alla porta di Granarolo: questo tratto separa S. Teodoro dal quartiere polceverasco di Rivarolo. Salita Granarolo, l'asse della tramvia a cremagliera Principe-Granarolo e piazza Principe delimitano a levante S. Teodoro verso il Lagaccio e Prè.
Il nucleo centrale del quartiere è costituito dall'antico borgo di Fassolo, allineato lungo l'omonima via tra piazza Dinegro e piazza Principe, antico asse viario oggi affiancato dalla moderne vie B. Buozzi e Adua, affacciate sul porto. La zona collinare comprende nella zona di ponente il rione Angeli, formato da moderni caseggiati sorti nel secondo dopoguerra nei pressi delle omonime mura e da case più antiche lungo la salita degli Angeli; la zona alle spalle di Fassolo, rimasta per lungo tempo poco popolata, è stata intensamente urbanizzata nell'ultimo secolo, sviluppandosi lungo l'asse via Venezia - via Bologna ed inglobando i colli sui quali sorgevano un tempo isolati il santuario di San Francesco da Paola e la chiesa di S. Rocco. In alto, in prossimità delle mura, si trova l'antico borgo di Granarolo, lungo un'antica via diretta verso l'entroterra.
L'area ricavata dallo spianamento della collina di S. Benigno è occupata prevalentemente da insediamenti direzionali e di servizi: dell'antico borgo della Chiappella, ai piedi del colle, restano poche case in via Milano, di fronte al terminal traghetti, sopravvissute allo sbancamento e alla tragica esplosione nella galleria di San Benigno del 10 ottobre 1944, che causò duemila vittime.
In piazza R. Sopranis, nella zona di via Venezia, sorge dagli anni venti, il civico istituto tecnico industriale G. Galilei, primo in Liguria per questa tipologia di corso, che ha formato nel corso dei decenni centinaia di tecnici, molti dei quali, in particolare tra il 1960 e il 1990, trovarono impiego nelle grandi industrie del ponente genovese.

## Demografia
Il sestiere di S. Teodoro era quello meno popolato dell'intera città. Nel 1777 gli abitanti erano 3 181, nel 1837 secondo il Casalis erano saliti a 7 050, al censimento del 1861 risultarono 10 427. Nel 1862 fu pianificata la costruzione di "case per la classe meno agiata", favorendola anche con agevolazioni fiscali, ma fu solo verso la fine del secolo che si registrò un consistente aumento di popolazione (21 779 abitanti nel 1901). La crescita è continua nei decenni successivi, con un massimo di 29 625 abitanti nel 1971. Da allora si registra una diminuzione della popolazione, dovuta anche allo scorporo di Oregina e Lagaccio, fino agli attuali 23 049 abitanti.

## Storia

### Le origini
Il nucleo più antico del sestiere di S. Teodoro, le cui prime notizie documentate risalgono all'XI secolo, si era formato nella zona di Fassolo intorno alla chiesa dedicata al santo martire Teodoro di Amasea, che alla fine del XII secolo fu affidata dall'arcivescovo di Genova ai Canonici Regolari Mortariensi. Il borgo, esterno alle mura cittadine ed allora abitato da poche famiglie di pescatori, veniva configurandosi come centro di via lungo le mulattiere che da Genova, attraverso la val Polcevera si dirigevano verso il ponente e l'entroterra. Nel 1132 sulla collina di Promontorio, a ponente del borgo, sorse l'abbazia di S. Benigno con l'annesso ospitale per viandanti, pochi anni più tardi fu costruito l'ospedale di S. Lazzaro con il ricovero per gli infermi e nel XV secolo il convento di S. Maria degli Angeli, anch'esso con annesso ospitale.

### Sviluppo del quartiere tra il Trecento e il Seicento

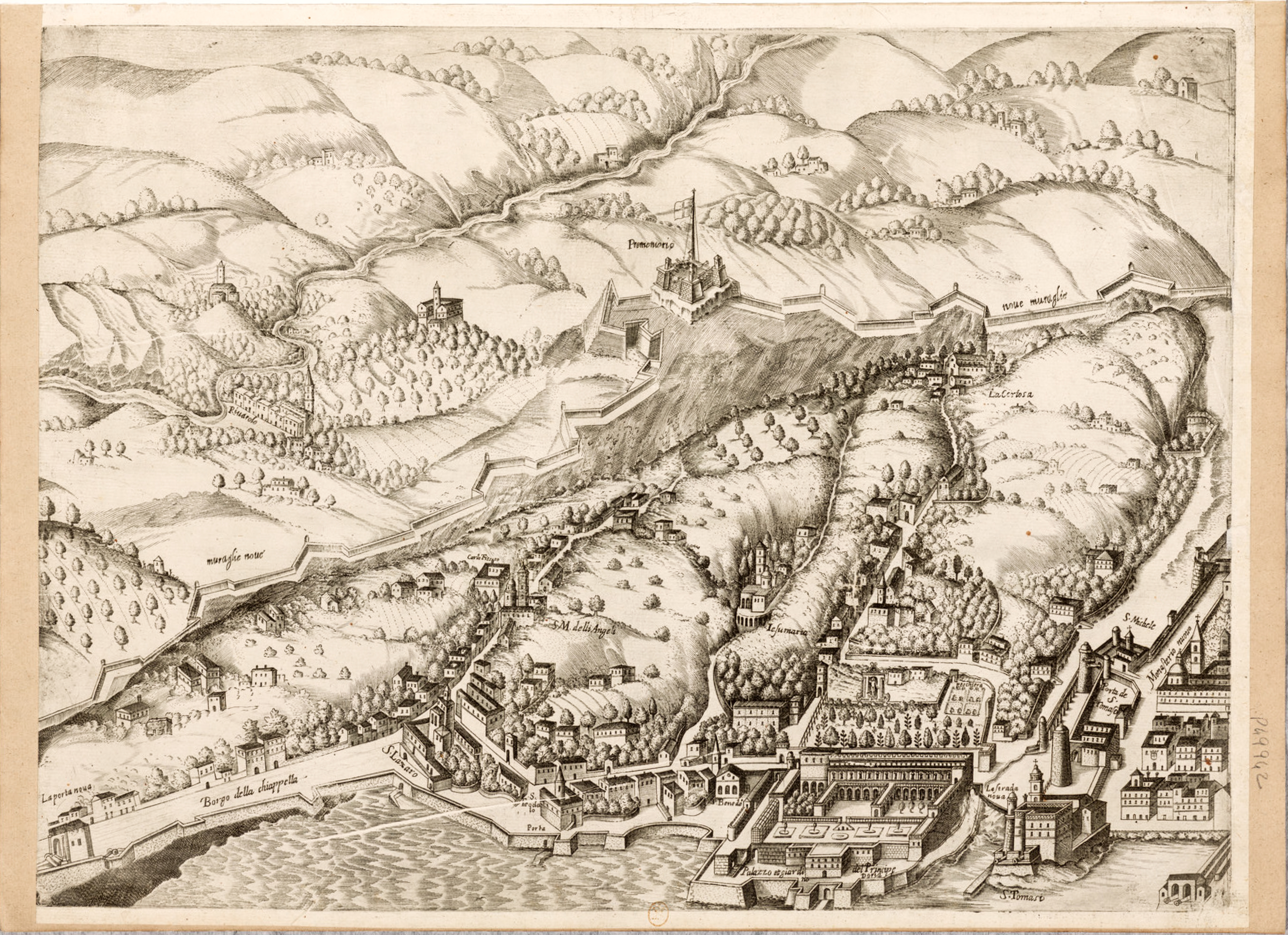
L'area del quartiere di San Teodoro in una dettagliata mappa del 1637 di Alessandro Baratta, sono già visibili la Villa del Principe, la vecchia chiesa di San Teodoro e il Gigante di Sparzo

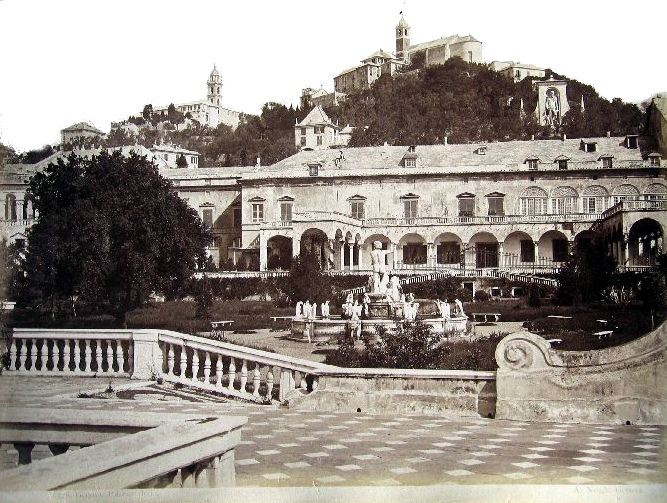
Il Palazzo del Principe in un'immagine ottocentesca di Alfred Noack

Nel 1350 fu completato l'ampliamento delle mura verso ponente: la nuova cinta muraria, con la Porta di S. Tommaso, arrivò alle soglie del borgo. Alla metà del XII secolo era stata costruita sul promontorio che chiudeva a ponente l'insenatura del porto la prima torre di segnalazione, che con le successive trasformazioni sarebbe divenuta l'attuale Lanterna. Nel 1507, durante la dominazione francese, ai suoi piedi fu costruita la "Briglia", una fortezza che dominava il porto, con cannoni puntati sulla città, espugnata e distrutta dai genovesi nel 1514 dopo due anni di assedio. In questa circostanza la primitiva Lanterna subì gravi danni e fu ricostruita nella forma attuale nel 1543.
Nel 1530 Andrea Doria fece costruire nella zona di Fassolo, appena all'esterno della cinta muraria, il suo palazzo, nel quale ospitò ambasciatori e capi di stato, tra i quali l'imperatore Carlo V.
Il Giustiniani, vescovo e storico, così descriveva la zona di S. Teodoro nei suoi "Annali", nei primi decenni del Cinquecento.
(Agostino Giustiniani, Annali della Repubblica di Genova, 1537)
Nel XVI secolo alle pendici della collina fu costruito dalla famiglia Di Negro il palazzo detto "lo Scoglietto", oggi conosciuto come villa Rosazza, all'epoca affacciato sul mare e con un grande parco sul colle retrostante.

### Le Mura Nuove e il sestiere di S. Teodoro

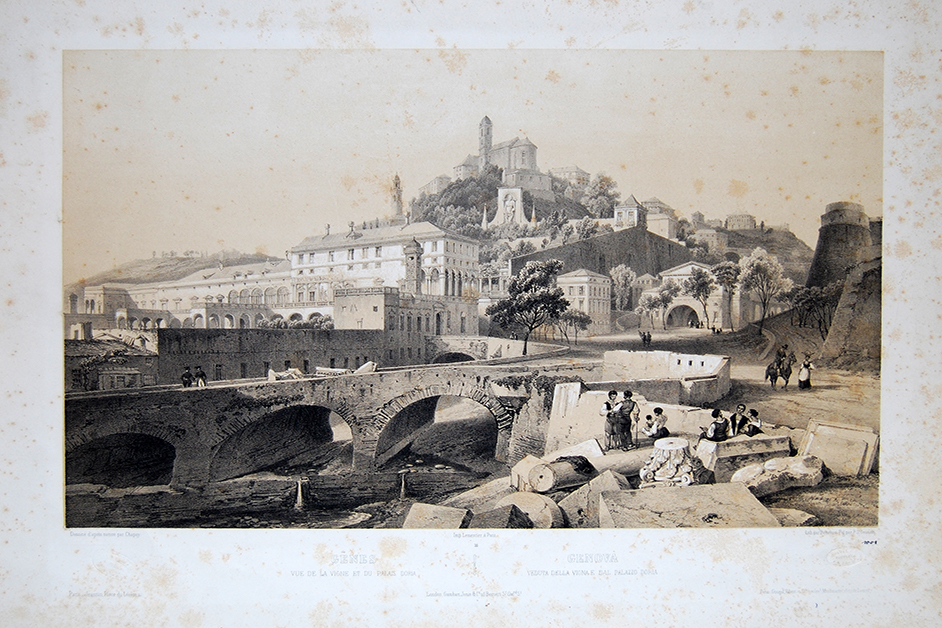
Litografia di metà del 1800 del Palazzo del Principe e della collina su cui sorge la chiesa di San Rocco sopra Principe, al centro il Gigante di Marcello Sparzo.

Tra il 1626 e il 1632, con la costruzione delle "Mura Nuove" lungo il crinale che divide l'area genovese dalla Val Polcevera, tutta la zona fu inglobata all'interno della cinta difensiva; S. Teodoro e San Vincenzo (altra zona cittadina inglobata nella cerchia delle mura), furono annoverati tra i sestieri cittadini, andando ad aggiungersi ai quattro sestieri storici.
Secondo la descrizione che ne ha dato Goffredo Casalis nel Dizionario geografico storico statistico commerciale degli Stati di S.M. il Re di Sardegna, pubblicato a Torino nel 1840, il sestiere comprendeva, al pari di quello di S. Vincenzo, il territorio compreso fra la quarta e l'ultima cinta delle mura. Posto all'estremità occidentale, si congiungeva al sestiere di San Vincenzo in corrispondenza della cima del monte Peralto, sul quale è situato il Forte Sperone, punto culminante delle Mura Nuove. Il confine tra i due sestieri era delimitato dal fossato di Sant'Ugo.
A completamento della nuova cerchia di mura anche la scogliera antistante il borgo di Fassolo fu chiusa da un muraglione, sul quale fu collocata una batteria di cannoni.

### L'Ottocento
L'Ottocento fu un secolo denso di avvenimenti per la vita del quartiere: nel 1815, la strada che costeggiava il porto, l'attuale via Milano, fu resa carrozzabile sotto la direzione dell'architetto Carlo Barabino, tra il 1840 e il 1853 fu costruita la linea ferroviaria Genova-Torino, che attraversava, con un lungo tratto sopraelevato, l'intera zona di Fassolo, con pesanti ripercussioni sulle strutture residenziali. Oltre a parte dei giardini delle ville signorili dovettero essere sacrificati anche la chiesa di S. Lazzaro con l'annesso ospedale e l'oratorio di N.S. del Rosario (poi ricostruito in altro sito più a monte). La stessa chiesa di S. Teodoro venne a trovarsi in una situazione di precarietà, stretta tra la nuova viabilità e le infrastrutture portuali, anch'esse in fase di espansione, e sarebbe stata poi demolita nel 1870.
Il Casalis così descrive il sestiere di S. Teodoro poco prima della metà del secolo:
Le parrocchie sono: s. Teodoro martire, s. Rocco di Granarolo, s. Lazzaro, rettoria, e s. Benedetto, parrocchia gentilizia del principe Doria.
Abitanti. Molti sono lavoratori di terreni; perciocché in tanta ampiezza di superficie se ne coltivano alcune parti a vigne e ad uliveti. Non poche delle femmine fanno il mestiere di lavandaje, sia nel truogolo appiè dell’acquidotto del principe Doria, sia nel fossato di s. Tommaso. Essendovi lo scalo per le merci che si spediscono nell’Italia settentrionale, e concorrendovi vetturali e mulattieri in gran numero, non è a dire che vi abbiano in copia facchini, bettolieri ed altra gente necessaria al servizio ed alloggio di coloro che trasportano le mercanzie. Generalmente gli abitanti fissi del sestiere assomigliano anzi ad uomini di contado che a cittadini.»
(Goffredo Casalis, "Dizionario geografico, storico, statistico e commerciale degli stati di S.M. il Re di Sardegna", 1841)
Le vicende urbanistiche dell'Ottocento portarono alla scomparsa di alcuni secolari edifici del quartiere; oltre alla chiesa di S. Teodoro ed il vicino oratorio, furono demolite la storica abbazia di S. Benigno e l'ospedale medioevale di S. Lazzaro.
- Abbazia di San Benigno. La chiesa intitolata al santo martire S. Benigno, con l'annesso monastero dei benedettini era stata costruita nel XII secolo. Il complesso, comprendente anche un ospitale per viandanti, fu attivo per quasi sette secoli. Dapprima inglobato nelle "Mura Nuove" seicentesche, fu poi chiuso definitivamente nel 1798 per le leggi di soppressione napoleoniche ed utilizzato come caserma e magazzino dall'esercito sabaudo. Intorno al 1850 quanto restava del complesso fu demolito per costruire le due grandi caserme.[11][12]
- Ospedale di San Lazzaro. Sempre nel XII secolo, nei pressi della foce del rio S. Lazzaro, all'inizio della salita degli Angeli[13] era stato costruito un ricovero per gli infermi, con annessa una chiesa dedicata a San Lazzaro. L'istituto funzionò per ben sette secoli, fino a quando, alla metà dell'Ottocento, fu demolito per la costruzione della ferrovia. Ritenuto uno dei più antichi lazzaretti in Italia, secondo solo a quello di Milano, fu fondato nel 1150 da un certo Buonmartino e nei secoli, grazie al sostegno di numerosi benefattori, offrì agli ammalati più poveri, inizialmente solo lebbrosi e in seguito infermi di ogni specie, un rifugio sicuro in cui trovare ospitalità.[14] L'ospedale nel 1662 fu aggregato all'Albergo dei Poveri che lo amministrò fino alla metà dell'Ottocento[15], quando il complesso fu demolito per la costruzione della ferrovia. Intorno al 1845 per il mantenimento dell'ospedale venivano stanziate annualmente 4000 lire.[16] Sotto al pavimento della chiesa di San Lazzaro si trovava una seconda chiesa sotterranea; undici colonne ne sostenevano la volta, che costituiva il pavimento della chiesa superiore. Queste colonne non erano tutte uguali, sia per la forma che per il tipo di marmo, probabilmente per il riutilizzo di materiali di epoca alto medioevale provenienti da edifici distrutti.[15]

Il 5 aprile 1849, durante l'insurrezione di Genova contro il governo sabaudo, il generale Alfonso La Marmora fece bombardare la città dal piazzale antistante la ormai sconsacrata abbazia di S. Benigno; repressa l'insurrezione, fu lo stesso La Marmora a suggerire il potenziamento del sito, per prevenire nuove sommosse. Fu così che, negli anni successivi, demolita l'antica abbazia, furono costruite le due caserme, scomparse nel secolo successivo con lo sbancamento dell'intero colle. I due edifici, denominati "Caserma Inferiore S. Benigno" e "Caserma Superiore S. Benigno", in relazione alla reciproca posizione, erano due grandi edifici di cinque piani, lunghi 160 m, e potevano ospitare circa 1200 soldati ciascuna.
Intorno al 1870 nella zona portuale furono costruiti i nuovi Magazzini Generali, per la cui realizzazione fu demolita la chiesa di San Teodoro, al posto della quale fu eretto un nuovo tempio all'inizio di via Venezia; pochi anni dopo, nel 1876 lungo la via San Teodoro (attuale via Milano) fu ricavato un grande terrazzo affacciato sul porto, adorno di ringhiere in ghisa e illuminato con fanali a gas, che divenne un luogo frequentato per passeggiate e manifestazioni. Le terrazze scomparvero anch'esse negli anni venti del Novecento per lasciare spazio all'ampliamento di via Milano e via Buozzi.
Nella seconda metà del secolo il quartiere, al pari di altri, subì grandi cambiamenti sotto l'aspetto urbanistico, con un grande incremento della popolazione e l'inizio dello sviluppo edilizio residenziale nella zona collinare, che sarebbe proseguito in modo massiccio nei primi decenni del Novecento, accompagnato da insediamenti di servizi legati soprattutto, ma non solo, alle attività portuali; tra queste, la fabbrica del ghiaccio della S.A. I.G. costruita nel 1887 in piazza Sopranis, attiva fino al secondo dopoguerra, quando con la diffusione dei frigoriferi nelle case venne meno la domanda. La fabbrica fu chiusa definitivamente nel 1984. Oggi al suo posto sorge un moderno condominio.
A servizio degli insediamenti militari, nella zona di via Milano sorgeva il grande ospedale militare della Chiappella, creato nel 1801 dalla trasformazione di un convento del XVII secolo soppresso dalle leggi napoleoniche. L'ospedale fu attivo fino alla seconda guerra mondiale quando fu distrutto da bombardamenti aeronavali.

### Il Novecento
Sul piano dell'assetto urbanistico nel nuovo secolo una serie di importanti avvenimenti modificarono profondamente l'area più occidentale del quartiere. Per la mutata situazione politica internazionale e l'avvento di nuove tecnologie in campo bellico nel 1914 fu decisa la dismissione della struttura difensiva della città, comprese le mura e le caserme incombenti sul quartiere. 

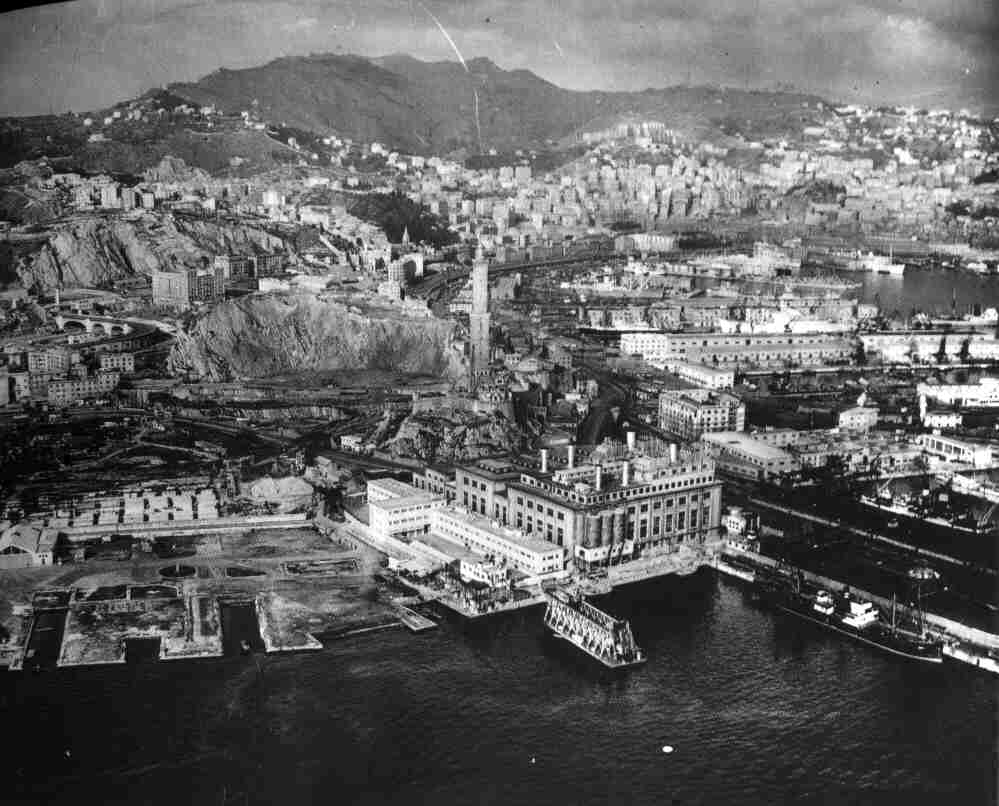
Il colle di S. Benigno in fase di smantellamento, con la centrale elettrica in primo piano

Nel 1926 l'ampliamento del comune di Genova con l'annessione dei comuni limitrofi e la contemporanea decisione di ampliare il porto a ponente della Lanterna resero necessario migliorare la viabilità, creando nuove strade di raccordo tra il porto, la città e la costruenda "Camionale", nonché spazi a terra a servizio delle attività portuali.
Fu così deciso di spianare il colle di S. Benigno con tutte le dismesse infrastrutture militari. Negli spazi creati sorsero capannoni e magazzini a servizio del porto e fu aperta la nuova "via di Francia", che consentiva un comodo collegamento a ponente evitando la strozzatura della Lanterna. I materiali ricavati dalla demolizione furono utilizzati per i riempimenti necessari alla costruzione dei nuovi moli davanti a Sampierdarena.
Sempre in quel periodo furono costruite due importanti infrastrutture legate al traffico passeggeri, la grandiosa Stazione Marittima di Ponte dei Mille, costruita tra il 1926 e il 1930 (approdo allora dei transatlantici di linea ed oggi delle navi da crociera), e quella di Ponte Andrea Doria, costruita nel 1932 e ricostruita nel 1950.

#### La tragedia di S. Benigno
Il 10 ottobre del 1944, durante la seconda guerra mondiale, quanto restava del colle di S. Benigno fu devastato da un'esplosione che distrusse un complesso di gallerie ferroviarie, utilizzate in parte dall'esercito tedesco come deposito di munizioni, ma anche dalla popolazione come rifugio antiaereo, causando la morte di almeno 1 000 persone (2 000 secondo alcune fonti) tra rifugiati nelle gallerie, abitanti dei soprastanti palazzi distrutti e militari tedeschi. Inizialmente si ritenne che l'esplosione fosse stata innescata da un fulmine, ma in seguito ci fu chi attribuì la responsabilità ad un atto di sabotaggio da parte di gruppi partigiani.

#### Il secondo dopoguerra
Un'altra grave tragedia coinvolse il quartiere nel 1968; il 21 marzo di quell'anno, dopo diciotto ore di pioggia consecutive, dalla parete rocciosa di un'antica cava abbandonata sulla collina degli Angeli si staccò una grande frana che investì il civico 8 di via Digione, provocando la distruzione di 34 appartamenti e la morte di 19 persone, oltre a numerosi feriti. Il successivo procedimento giudiziario (contro ignoti, vista l'impossibilità di individuare precise responsabilità) non portò ad alcuna azione penale perché l'evento fu ritenuto dagli inquirenti "eccezionale, concretamente imprevedibile e quasi impensabile". L'edificio è stato ricostruito dopo la messa in sicurezza della parete rocciosa.
Lo sviluppo delle infrastrutture portuali proseguì dopo la ricostruzione; l'area portuale antistante la zona della Chiappella (Ponte C. Colombo, Ponte B. Assereto e Ponte Caracciolo) è stata trasformata nell'attrezzato Terminal Traghetti, costruito tra il 1993 e il 1999.
Tra le costruzioni più significative del dopoguerra la "Strada Sopraelevata", inaugurata nel 1965, che collega il casello autostradale di Genova Ovest con il centro cittadino e il quartiere della Foce correndo su piloni d'acciaio lungo l'area portuale e il "Matitone", grattacielo dalla caratteristica struttura che ospita uffici comunali, ultimato negli anni novanta.

## Monumenti e luoghi d'interesse

### Granarolo

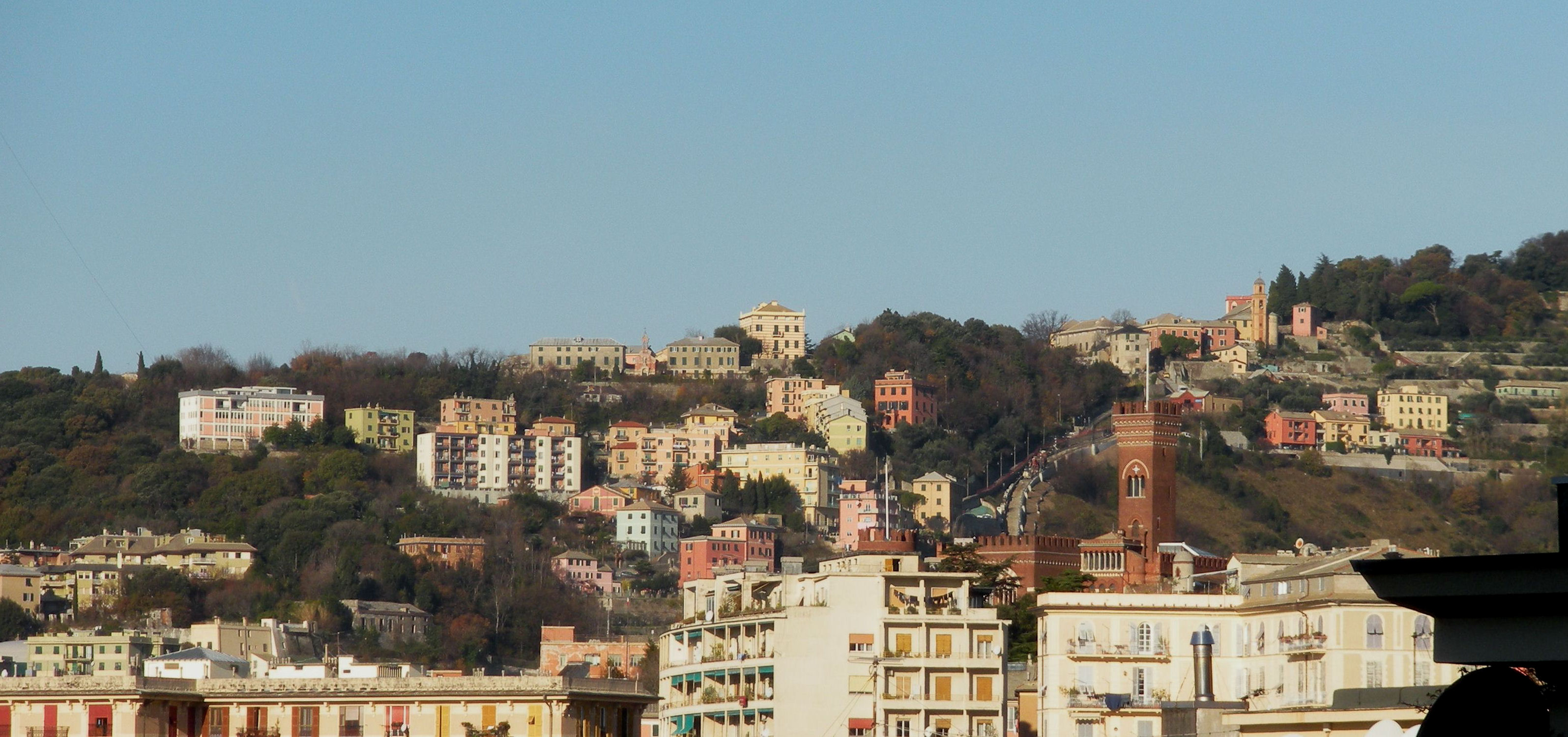
Granarolo dalla spianata di Castelletto

Granarolo è situato nella parte più a monte del quartiere. Antico borgo contadino e luogo di villeggiatura di ricchi genovesi, si trova lungo l'antica via che dalla porta di San Tomaso (piazza Principe) portava verso la Val Polcevera. Con la costruzione delle mura seicentesche in corrispondenza di questa via fu aperta la porta detta di Granarolo. Lungo la ripida salita si trova l'antica chiesa di S. Maria di Granarolo, la cui prima edificazione risale al 1190.
Il paese, che ha in parte conservato l'antico aspetto, anche se non è stato del tutto risparmiato dall'impetuosa crescita edilizia del Novecento, è raggiungibile dalla zona di piazza Principe con un caratteristico tram a cremagliera entrato in servizio nel 1901.

### Architetture civili

#### Palazzo del Principe

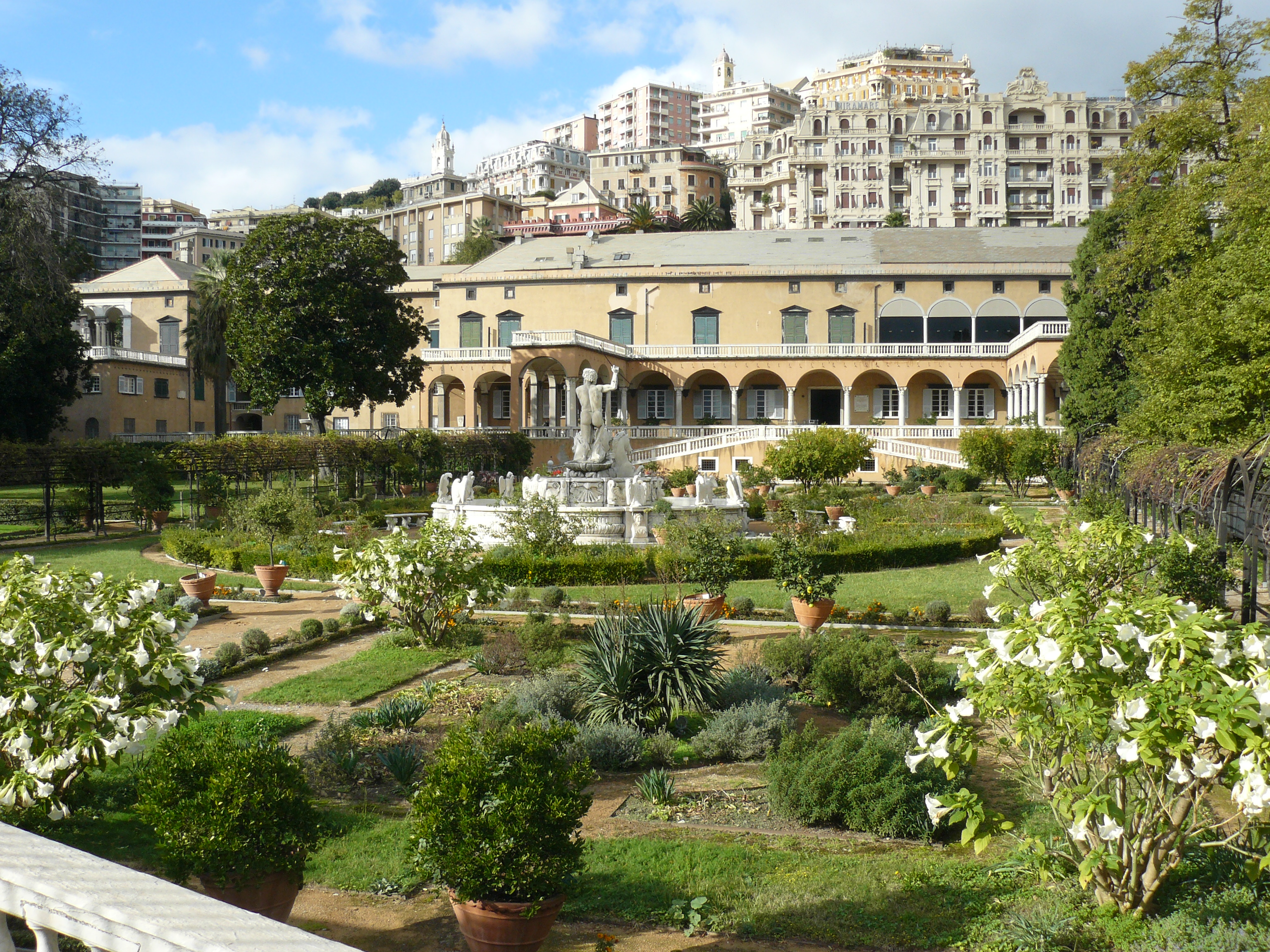
Palazzo del Principe

Il palazzo Doria Pamphily, che Andrea Doria fece costruire a partire dal 1521 nella zona di Fassolo ampliando un precedente edificio acquistato dai Lomellini, si affaccia sull'attuale piazza del Principe, ricavata nell'Ottocento dalla demolizione della cinquecentesca porta di S. Tomaso (1840) e della omonima chiesa (1881). Il Palazzo del Principe, una delle più fastose residenze nella Genova del Cinquecento, fu voluto dall'ammiraglio e uomo politico genovese, mediatore fra la repubblica e l'impero spagnolo, nella persona di Carlo V, che vi fu ospitato varie volte.
Anche se l'egemonia di Andrea Doria sul governo della repubblica ebbe più carattere di guida politica che di una vera affermazione di potere, il suo palazzo, costruito fuori dalle mura cittadine e quindi lontano dai tradizionali luoghi del potere, fu in realtà una vera e propria reggia, nella quale il "Principe" riceveva ambasciatori e capi di stato. A sua imitazione, i patrizi genovesi nei decenni successivi fecero costruire le sontuose dimore che ancora oggi si vedono in Strada Nuova (via Garibaldi).
La decorazione architettonica e quella ad affresco, finalizzate all'esaltazione del committente, rappresentato come il dio Nettuno, e dell'imperatore Carlo V, raffigurato come Giove, è opera di Perin del Vaga.
La villa disponeva di un complesso di giardini monumentali che copriva tutta la collina retrostante, dove nel punto più in alto sorgeva una gigantesca statua di Giove (simboleggiante l'imperatore Carlo V), ben visibile dalle navi che approdavano in porto. Un altro giardino dinanzi alla villa digradava fino ad un approdo privato, destinato all'attracco della flotta personale del principe.

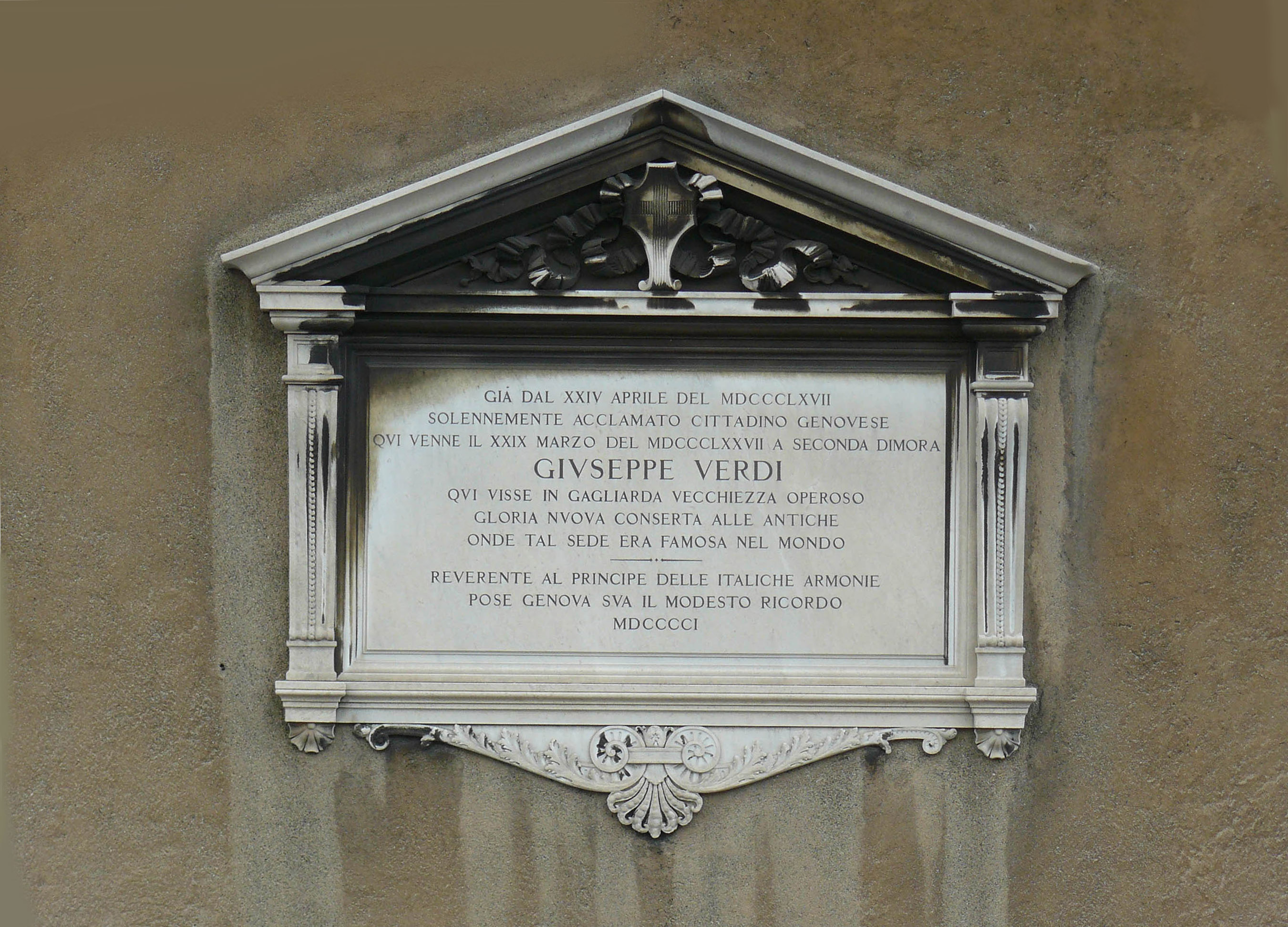
Targa commemorativa di Giuseppe Verdi

Dopo la morte di Andrea Doria (1560) l'edificio fu ampliato dal nipote Giovanni Andrea. Nel secolo successivo per il palazzo iniziò un periodo di decadenza, quando un altro Giovanni Andrea, che nel 1671 aveva sposato una Pamphili, trasferì gli arredi e l'archivio a Roma. Soltanto nel 1805 fu frettolosamente restaurato da Carlo Barabino e arredato da Emanuele Andrea Tagliafichi, dovendo ospitare Napoleone. Dopo il 1877 era solito trascorrervi il periodo estivo il celebre compositore Giuseppe Verdi, circostanza ricordata da una targa sulla facciata.
Oltre a Perin del Vaga, in epoche diverse vi operarono artisti come Domenico Beccafumi, Giovanni Angelo Montorsoli, Giovanni Ponzello e Antonio Roderio.
Tra la metà dell'Ottocento e i primi decenni del Novecento, con la costruzione della ferrovia (1853), l'ampliamento del porto (1875), la costruzione dell'albergo Miramare (1913) e della Stazione Marittima (1930) e l'apertura di via Adua (1935) perse completamente il collegamento con il porto, i giardini a monte e gran parte di quello a mare. Nel 1944 fu anche gravemente danneggiato da un bombardamento; solo nel 2001, dopo un restauro durato alcuni anni è stato completato il recupero della facciata, delle decorazioni interne, del giardino con le fontane del Nettuno (opera di Taddeo Carlone, 1599) e del Tritone (di Giovanni Angelo Montorsoli, 1543) e degli affreschi di Perin del Vaga. Nel palazzo sono conservati anche alcuni preziosi arazzi risalenti al XV e XVI secolo.

#### Villa Rosazza

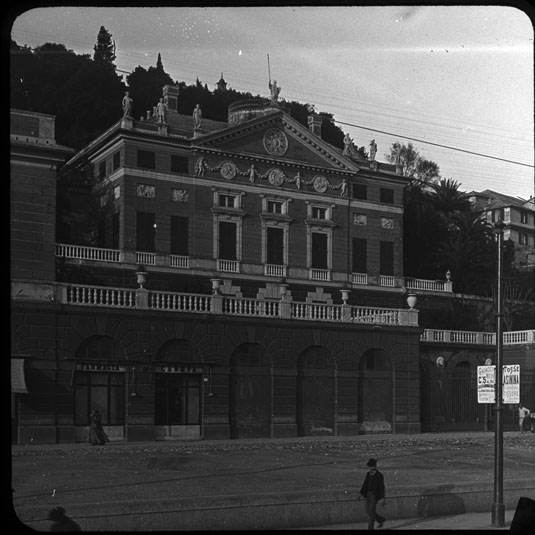
Villa Rosazza in una fotografia d'epoca

Villa Rosazza, detta "dello Scoglietto" è la più occidentale tra le ville suburbane della Genova storica. Fu costruita intorno al 1565 per il doge Ambrogio Di Negro in stile manierista, con giardino a mare, imbarcadero e un grande giardino che risaliva la collina, oggi parco pubblico (in corso di riqualificazione, dopo anni di degrado), con terrazze, fontane, ninfei e numerose specie botaniche di pregio. Oggi il giardino antistante, che arrivava direttamente sul mare, è completamente scomparso per l'ampliamento del porto, la costruzione della ferrovia e della nuova viabilità: la villa si affaccia su piazza Dinegro, dalla quale resta separata dalla ferrovia, la cui costruzione rese necessaria una risistemazione dell'accesso con rampe e sottopassi. Ricca la decorazione interna, con opere di Andrea Ansaldo e Agostino Tassi.
Nel 1787, dopo che la proprietà era passata ai Durazzo, il conte Gian Luca Durazzo commissionò importanti restauri ad Andrea Tagliafichi, al quale si devono l'attuale facciata neoclassica e la sistemazione del parco all'inglese con tempietto, che conclude il giardino a monte. Le decorazioni della facciata sono opera dello scultore genovese Nicolò Traverso, al quale si deve anche una statua raffigurante Ansaldo Grimaldi (1471-1539). Un'altra statua, di Francesco Ravaschio (1743-1820), raffigura il doge Giovanni Battista Cambiaso. Queste due statue, abbattute durante i moti del 1797 e abbandonate in piazza Principe, furono recuperate e restaurate alcuni anni dopo da Giovanni Durazzo, che le fece ricollocare nella villa.
Nel 1815 fu ospite nella villa Carolina di Brunswick, moglie del futuro re d'Inghilterra Giorgio IV, che vi ricevette la visita del papa Pio VII il quale, dopo la fuga di Napoleone dall'isola d'Elba e l'effimera ricostituzione dell'impero francese era riparato per breve tempo a Genova, dove fu ospite nel palazzo Reale.
Nella villa abitò a lungo il marchese Lorenzo Pareto (1800-1865), che fu ministro del Regno di Sardegna e senatore del Regno, oltre che celebre geologo.
Oggi la villa, di proprietà del comune di Genova, è sede della "Fondazione Casa America", fondata nel 1999, istituzione che intende promuovere gli scambi culturali e i rapporti economico-commerciali con i paesi latino-americani.

#### Lanterna di Genova

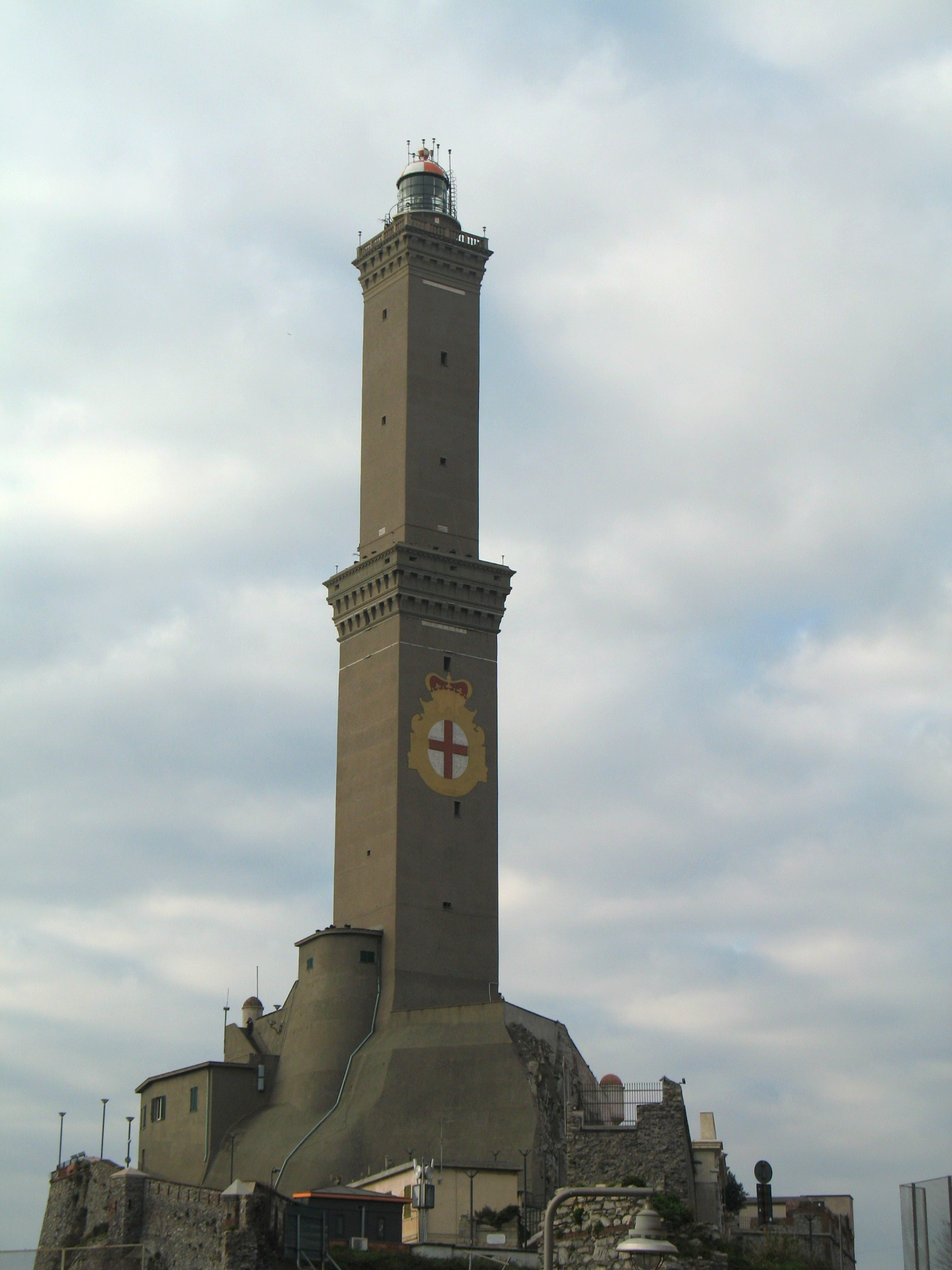
La Lanterna

Al limite occidentale del porto vecchio, tra i quartieri di S. Teodoro e Sampierdarena, sui resti di quello che fu il Capo di Faro si erge la torre della Lanterna, simbolo convenzionale di Genova, ben visibile da molte parti della città.
Il faro, il più antico tra quelli ancora funzionanti al mondo, alto 76 m, è formato da due tronchi a pianta quadrata separati da una cornice a mensole e culmina con la cupola dell'apparato illuminante, posto a 117 m s.l.m. Il fascio di luce, a lampi intermittenti, è visibile fino a 33 miglia.
Nel sito dove oggi sorge la Lanterna, esisteva fin dal XII secolo una torre di vedetta e segnalazione, utilizzata anche come carcere, nei pressi della quale il re di Francia Luigi XII nel 1507 fece costruire una fortezza, chiamata "la Briglia", assediata e distrutta dai genovesi nel 1514. I combattimenti contro i Francesi per la liberazione della città causarono anche gravissimi danni alla struttura della torre, ricostruita nella forma attuale nel 1543, forse su disegno di Giovanni Maria Olgiati o di Francesco di Gandria.
Con l'ampliamento del porto, negli anni venti del Novecento, la punta del Capo di Faro rimase completamente interrata dalla costruzione dei nuovi moli. Tra il 1926 e il 1928 ai piedi del faro fu costruita una centrale a carbone da 300 MW, oggi di proprietà dell'Enel, di cui è prevista la chiusura entro il 2017.
La torre è visitabile dal 1996. Nel 2001 è stata realizzata una passeggiata pedonale che raggiunge la base del faro. Una scala di 375 gradini raggiunge la sommità della torre, da dove la vista spazia sulla città, sul porto, sulle circostanti colline coronate dai forti, sulla Riviera di Levante fino al promontorio di Portofino e su quella di Ponente.
Nella popolare canzone Ma se ghe penso, la Lanterna è uno dei luoghi simbolo di Genova rievocati con nostalgia da un genovese emigrato in Sudamerica.

##### Museo della Lanterna
Un locale all'interno del superstite tratto di mura ai piedi del faro ospita dal 2004 un museo dedicato alla storia e alle tradizioni di Genova, raccontate attraverso video e fotografie. Sono inoltre esposti oggetti e strumenti legati alla storia dei fari.

#### Matitone
Il Matitone è un grattacielo adibito a centro direzionale situato nell'area dell'ex colle di S. Benigno, tra via di Francia e il tratto terminale di Via A. Cantore. È stato progettato dallo studio Skidmore, Owings and Merrill in collaborazione con gli architetti Mario Lanata e Andrea Messina e completato nel 1992.
Deve il nome con cui è comunemente chiamato (la denominazione ufficiale è S. Benigno Torre Nord) alla caratteristica forma ottagonale, culminante con il tetto piramidale; con i suoi 108,50 m è considerato l'edificio più alto di Genova, superando di poco la storica Torre Piacentini. È sede di vari uffici comunali e aziende private.

#### Grand Hotel Miramare di Genova

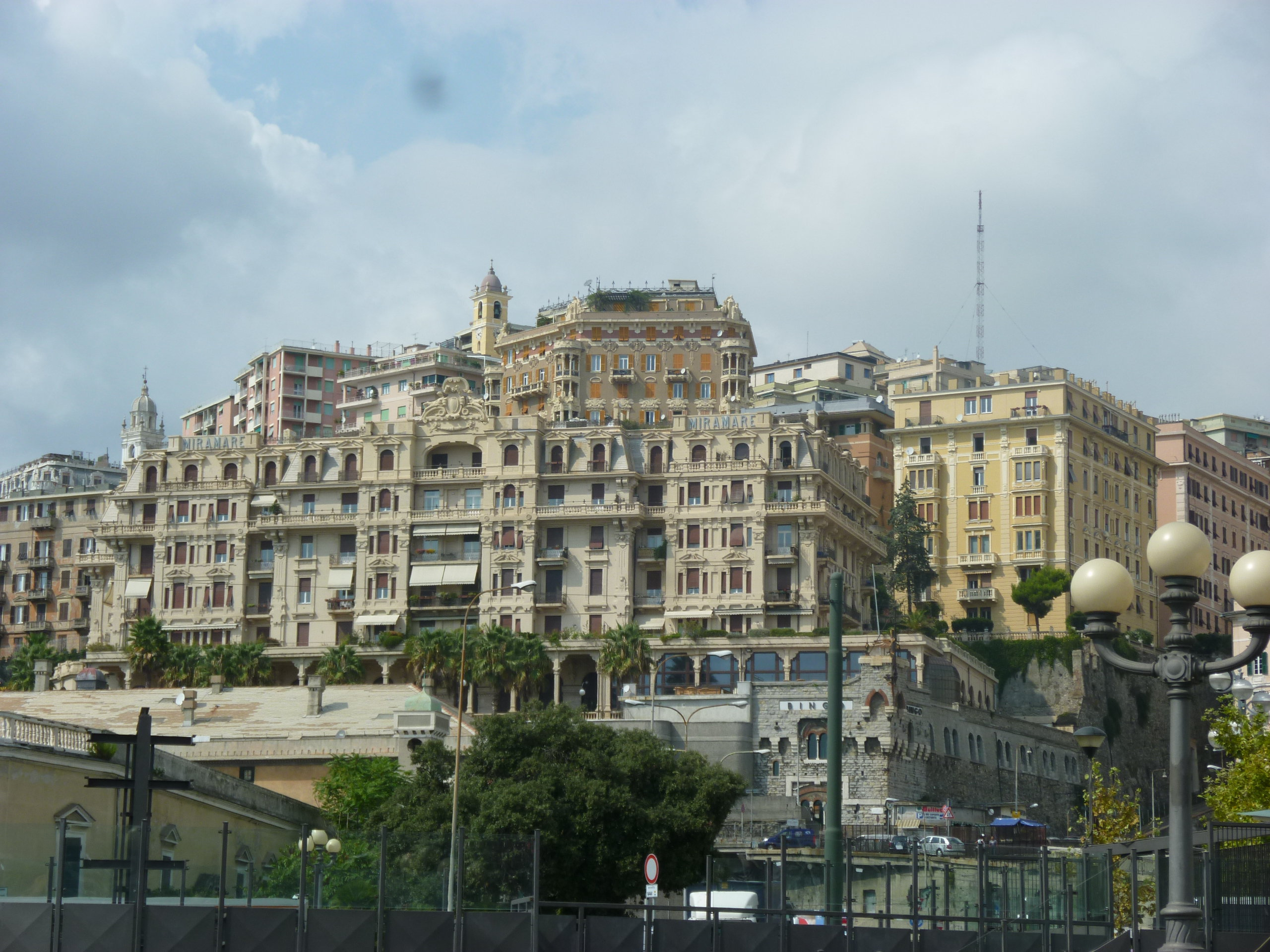
L'ex Hotel Miramare

L'ex Hotel Miramare, situato sulla collina a monte del Palazzo del Principe, fu costruito tra il 1906 e il 1908 in stile eclettico, su disegno dell'architetto fiorentino Gino Coppedè e dell'ingegner Giuseppe Perasso. Tra gli anni dieci e il secondo conflitto mondiale ha ospitato i più illustri visitatori di Genova.
Adattato dopo la guerra a caserma della pubblica sicurezza, divenne in seguito di proprietà delle Ferrovie dello Stato ma rimase in abbandono finendo quasi completamente rovinato dal degrado. Solo verso la fine degli anni novanta è stato acquisito da una società privata che ne ha effettuato la ristrutturazione e il recupero, mantenendone l'estetica originale e trasformandolo in appartamenti privati, ma vi hanno trovato posto anche un bed and breakfast, un supermercato, una banca e una sala da gioco per il Bingo.

### Architetture religiose

#### Chiese cattoliche parrocchiali

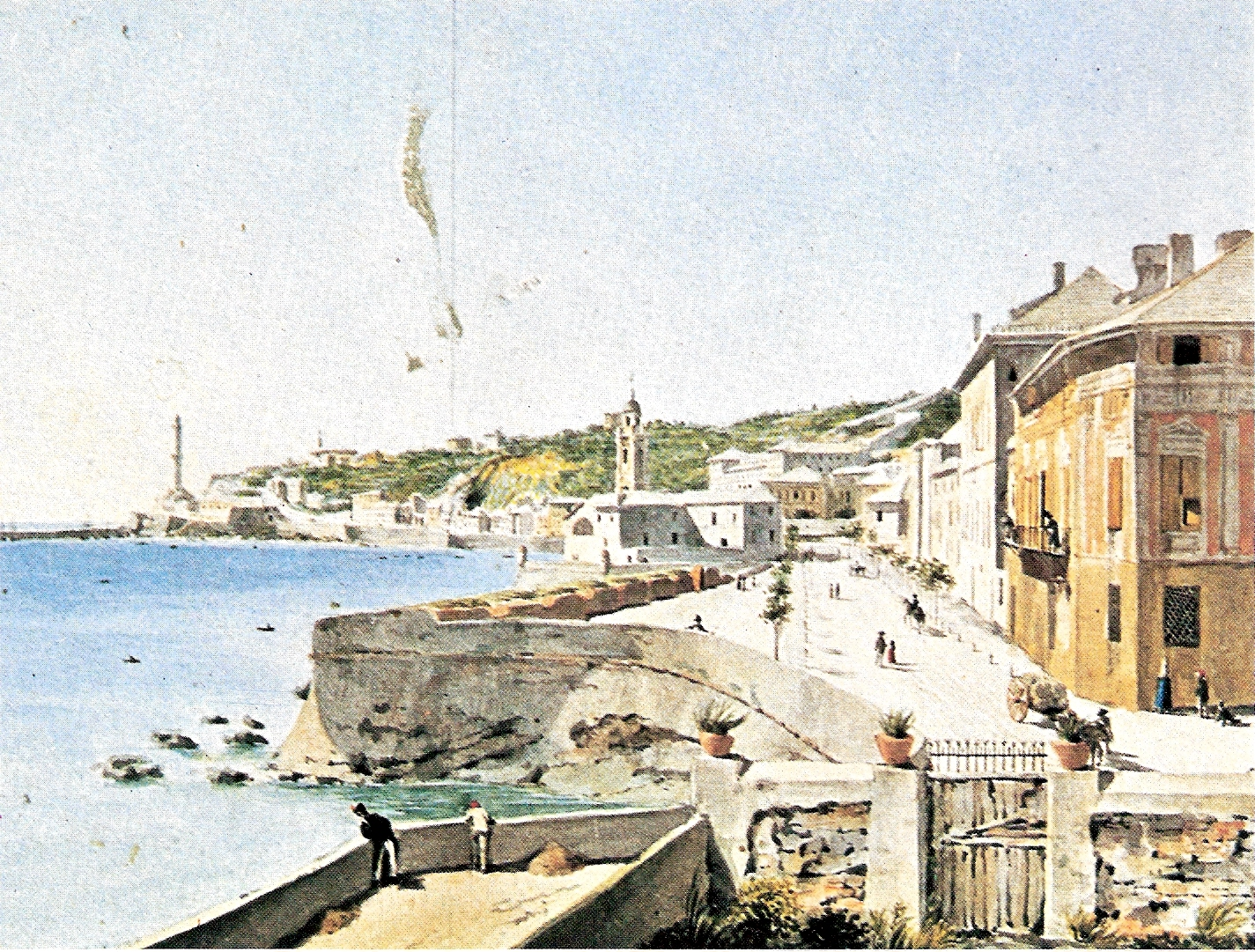
Immagine ottocentesca del quartiere con al centro la vecchia chiesa di S. Teodoro in un dipinto di Luigi Garibbo

Nella ex circoscrizione "San Teodoro" si trovano sei chiese cattoliche parrocchiali, che fanno parte dell'omonimo vicariato dell'arcidiocesi di Genova; quattro di queste hanno origini antiche (S. Teodoro, anche se ricostruita nell'Ottocento in un sito diverso dall'originario, S. Rocco, S. Benedetto al Porto e S. Maria di Granarolo) mentre quelle di S. Marcellino e S. Maria della Vittoria sono state costruite nel XX secolo a seguito dell'espansione urbanistica.

##### Chiesa di San Teodoro

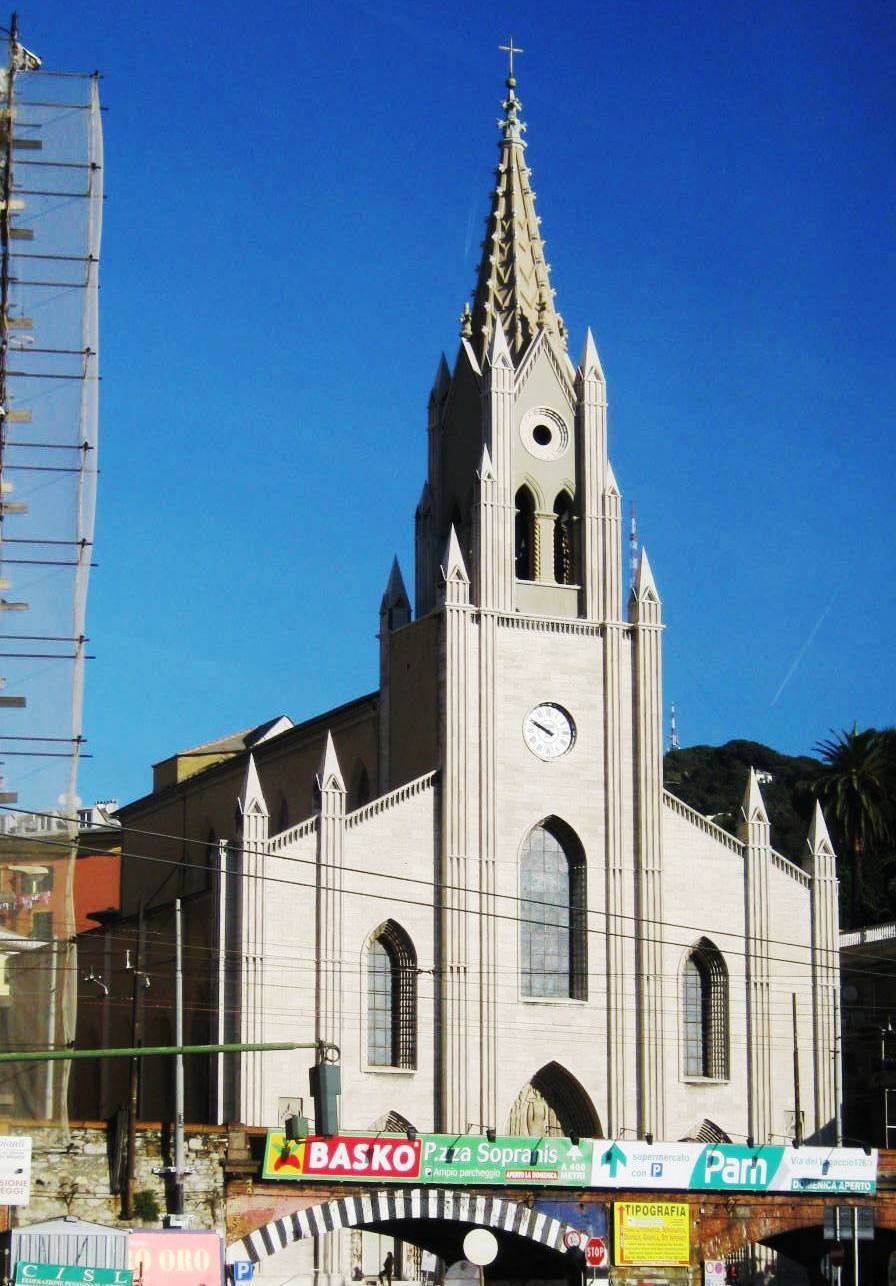
La chiesa di S. Teodoro

- La vecchia chiesa. La vecchia chiesa romanica intitolata a S. Teodoro e S. Salvatore, una delle più antiche di Genova, che si trovava nei pressi dell'omonima piazza, dov'è ora via B. Buozzi, è citata la prima volta in un documento del X secolo; consacrata il 20 luglio 1100, fu officiata dai Canonici Mortariensi fino al 1458, quando passò ai Canonici Regolari Lateranensi, che ancora oggi reggono la parrocchia. Alcune famiglie patrizie finanziarono la realizzazione delle decorazioni interne e delle due cappelle dedicate a S. Sebastiano e alla S. Vergine. Nel 1481 il papa Sisto IV, la elevò al rango ad abbazia. Nel 1596 la chiesa fu gravemente danneggiata da una mareggiata. Per le leggi di soppressione napoleoniche nel 1797 i Lateranensi dovettero abbandonare la chiesa e poterono farvi ritorno solo nel 1825[45]; in questa circostanza il governo napoleonico fece trasferire in Francia molte opere d'arte, tra cui il dipinto di Filippino Lippi raffigurante il "Martirio di San Sebastiano", restituito anni dopo alla città di Genova ed attualmente conservato nella galleria di Palazzo Bianco.[18] Il 4 ottobre 1870 la chiesa fu demolita per la costruzione dei nuovi "Magazzini Generali" del porto.[46][47]
- La nuova chiesa. L'attuale chiesa fu costruita tra il 1871 e il 1876 all'inizio di via Venezia. L'edificio, in stile neogotico, fu progettato dall'architetto palermitano Vittore Garofalo e consacrato nel novembre del 1876. Durante la seconda guerra mondiale la chiesa fu danneggiata da bombardamenti; nel 1963, su progetto di Angelo Sibilla fu rifatta la facciata, rivestendola interamente in travertino. La chiesa, a tre navate, separate da otto pilastri ottagonali che sorreggono arcate a bande bianche e nere, con tredici altari, si caratterizza per l'alto campanile a guglia piramidale posto al centro della facciata.[47] All'interno, numerose opere d'arte trasferite dalla vecchia chiesa, tra cui due tombe cinquecentesche dei Lomellini, di Antonio Della Porta e Pace Gaggini, e una pala di Luca Baudo raffigurante S. Agostino con S. Monica e S. Ambrogio.[25] Sull'altare maggiore un gruppo ligneo della bottega del Maragliano raffigurante la Vergine circondata da Angeli.

##### Chiesa di San Rocco sopra Principe

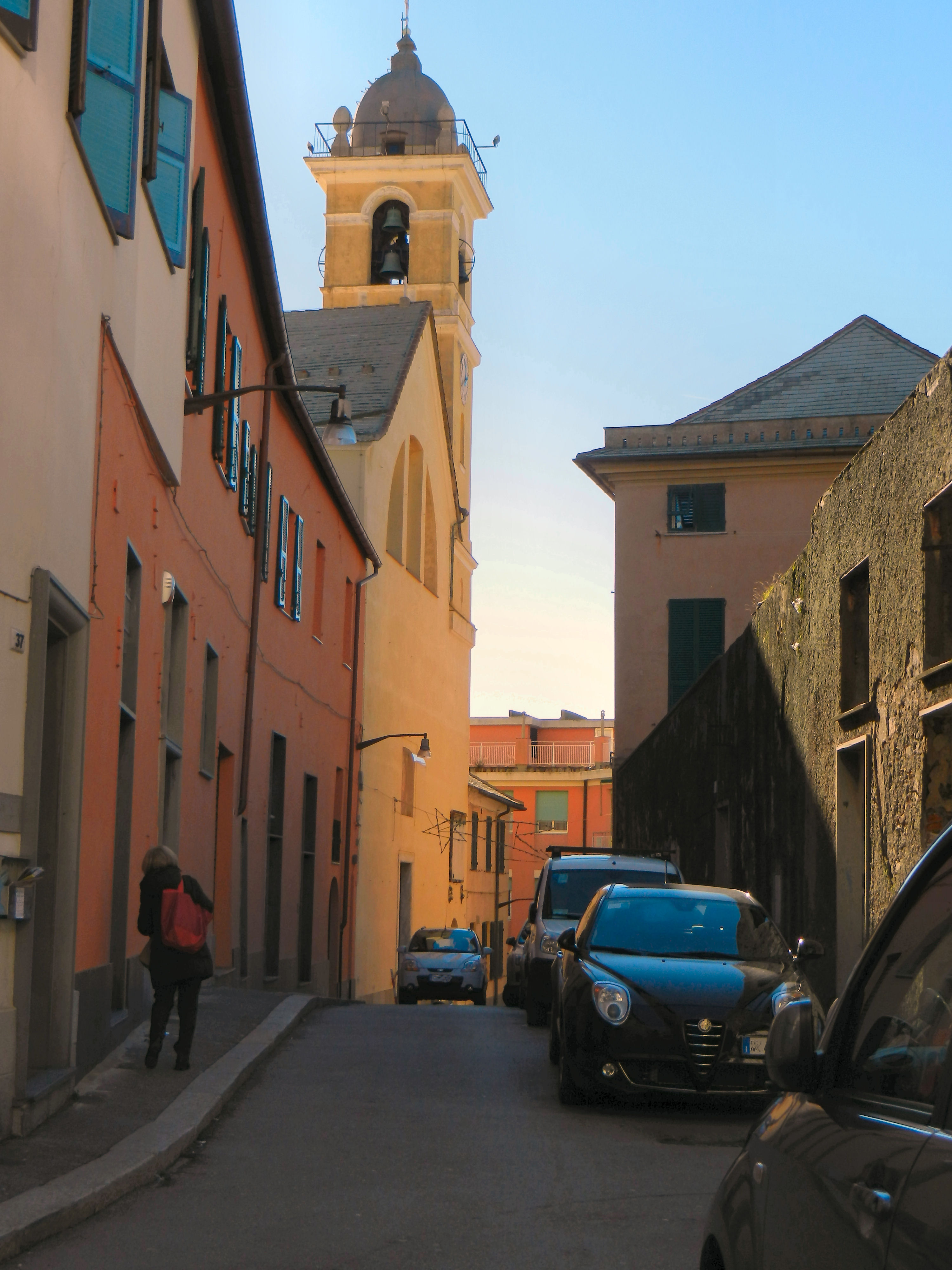
La chiesa di S. Rocco sopra Principe

La chiesa di San Rocco sopra Principe, posta sul colle restrostante il Palazzo del Principe, fu costruita nel XVI secolo su una precedente cappella trecentesca intitolata a S. Margherita, annessa ad un monastero di Monache Agostiniane, citata per la prima volta in un documento del 1316.
Nel 1510 il monastero passò ai Canonici Lateranensi e nel 1555 agli Apostolini che la intitolarono a San Rocco. All'inizio del XVII secolo fu completamente ricostruita in stile barocco per iniziativa di alcune famiglie patrizie che avevano possedimenti nella zona. Dopo la soppressione degli Apostolini, dal 1660 la chiesa passò ai "Chierici Regolari Minori di Santa Fede" che vi rimasero fino alla soppressione degli istituti religiosi nel 1797. Solo nel 1821 fu riaperta al culto ed eretta in parrocchia con decreto dell'arcivescovo Luigi Lambruschini.
L'interno, a navata unica, è decorato a stucco dall'urbinate Marcello Sparzo (1514). Gli affreschi della volta dell'abside, raffiguranti episodi della vita di S. Rocco, sono opera di Giovanni Carlone.
Nella chiesa sono conservati una statua in marmo di S. Rocco, di Honoré Pellé (XVII secolo) e numerosi dipinti di artisti genovesi provenienti da diverse chiese demolite per ragioni urbanistiche o eventi bellici; tra questi figurano opere di Giovanni Andrea Ansaldo (S. Luca dipinge la Madonna), Luciano Borzone (Il Crocifisso e la Maddalena), Giovanni Andrea De Ferrari (Transito di S. Giuseppe), Domenico Fiasella (Dormizione della Vergine), G.B. Merano (Decollazione del Battista) e Nicolò da Voltri (Madonna col Bambino).

##### Chiesa di San Benedetto al Porto

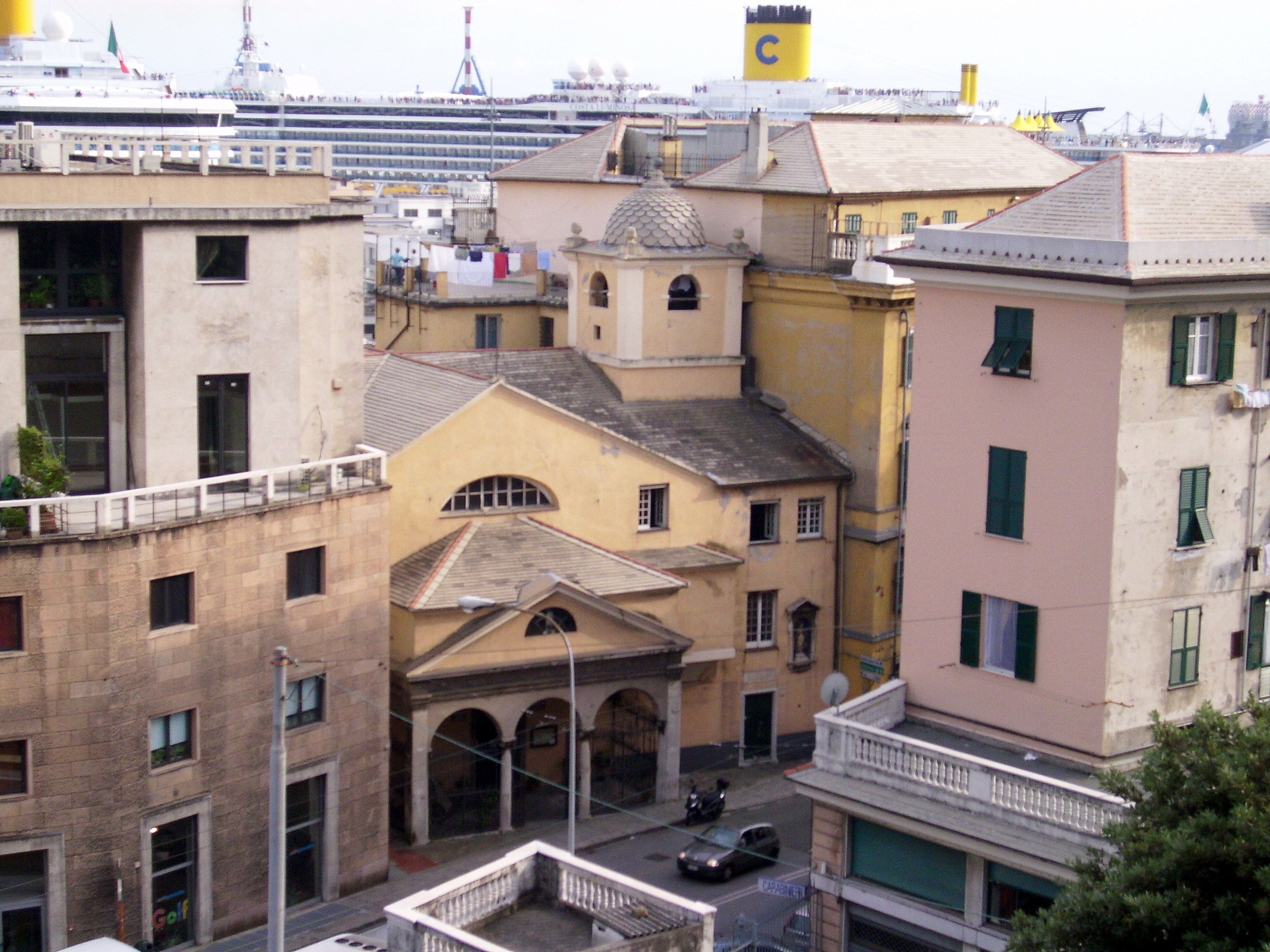
La chiesa di San Benedetto al Porto

La chiesa della Santissima Trinità e San Benedetto al Porto, adiacente al palazzo del Principe, faceva parte in origine di un monastero di monache benedettine che avevano dimora nel vicino monastero di S. Maria delle Grazie di Fassolo, il documento più antico attesta che nel 1129 subentrano le monache cistercensi.
Verso la fine del Cinquecento il complesso fu affidato ai religiosi dell'Ordine della SS. Trinità per il Riscatto degli Schiavi, che erano stati chiamati a Genova da Zenobia del Carretto, moglie di Gianandrea Doria. Quest'ultimo trasformò la chiesa nella cappella gentilizia della famiglia, ottenendo che fosse eretta in parrocchia (1596) con giurisdizione su tutte le proprietà dei Doria nella zona di Fassolo. Il monastero e la chiesa, al cui titolo originario fu aggiunto quello della SS. Trinità, tra il 1593 e il 1617 furono sottoposti ad un lungo restauro, sotto la direzione di Giovanni Ponzello (o, secondo l'Alizeri, da Andrea Ceresola, detto il "Vannone").
Il monastero fu demolito nel 1928 per l'apertura della via Adua. Con decreto dell'arcivescovo Pietro Boetto del 29 luglio 1939, fu ampliata la giurisdizione territoriale della parrocchia.
Dal 1975 i locali della canonica ospitano la Comunità San Benedetto al Porto, fondata da don Andrea Gallo, che accoglie persone in situazione di disagio, con particolare attenzione al mondo della tossicodipendenza.
L'ingresso della chiesa è preceduto da un porticato, cinto da cancellata in ferro.
All'interno, a tre navate nonostante le ridotte dimensioni, sono conservate pregevoli opere d'arte, tra cui la statua lignea della Madonna del Rimedio (XVII secolo) e dipinti di Domenico Cresti, detto il "Passignano" (Miracolo di S. Benedetto), Giovanni Andrea De Ferrari (Santi Trinitari in adorazione della Madonna del Rimedio), Domenico Parodi (San Felice di Valois e San Giovanni de Matha), Cesare e Alessandro Semino (SS. Trinità e i santi Rocco e Maria Maddalena con Gianandrea Doria e Zenobia del Carretto, inizio del XVII secolo). Sopra l'ingresso, un organo cinquecentesco del cremonese Lorenzo Stanga. Quattro dipinti, collocati ai lati dell'altare maggiore e raffiguranti i santi Cecilia, Pietro, Paolo e il Re Davide, opere del lucchese Benedetto Brandimarte, erano in origine gli sportelli dell'organo.

##### Chiesa di Santa Maria di Granarolo

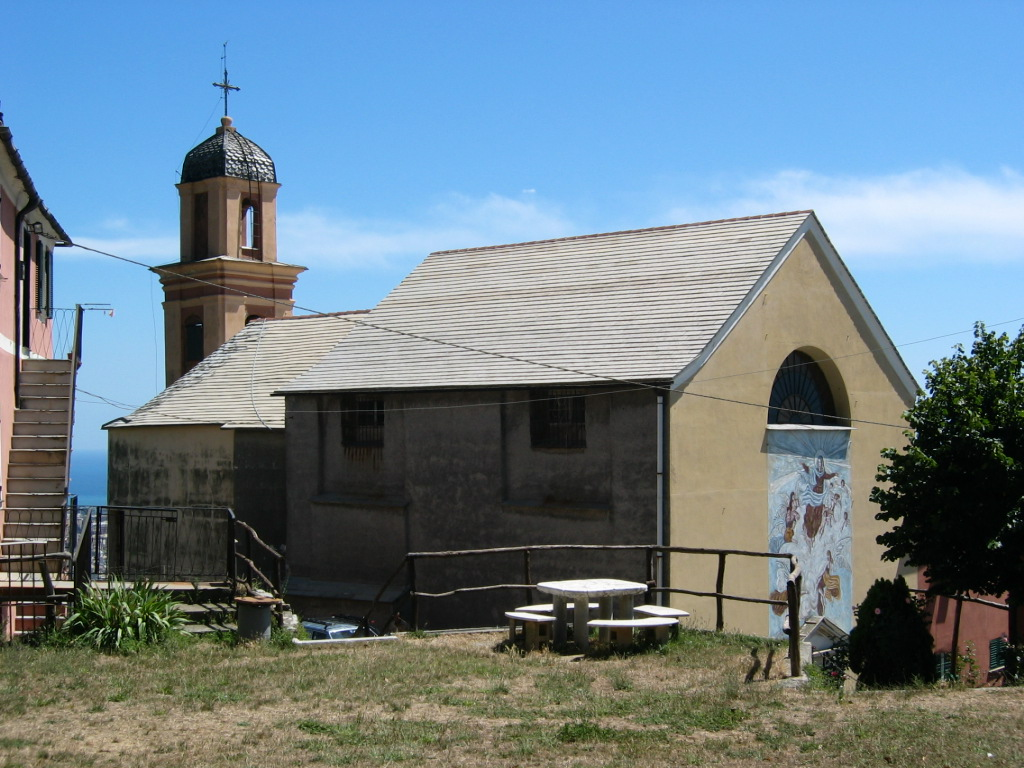
La chiesa di Santa Maria di Granarolo

La chiesa di Granarolo, citata per la prima volta in un documento del 1192 fu costruita negli ultimi decenni del XII secolo e affidata ai religiosi "Mortariensi" che vi rimasero fini alla metà del Quattrocento, quando divenne commenda di Antonio Spinola.
Fu eretta in parrocchia nel 1583, ma nel 1821 il titolo parrocchiale fu trasferito alla chiesa di San Rocco, della quale divenne succursale. In quel periodo alla guida della chiesa si alternarono vari ordini religiosi. Nel 1928 fu nuovamente eretta in parrocchia.
Nulla resta della chiesa medievale, ed oggi la si vede oggi nel suo rifacimento barocco. Sulla facciata è un grande affresco di Achille De Lorenzi (1869-1930). All'interno sono conservati diversi dipinti di pittori genovesi del XVI e XVII secolo.

##### Chiesa di San Marcellino

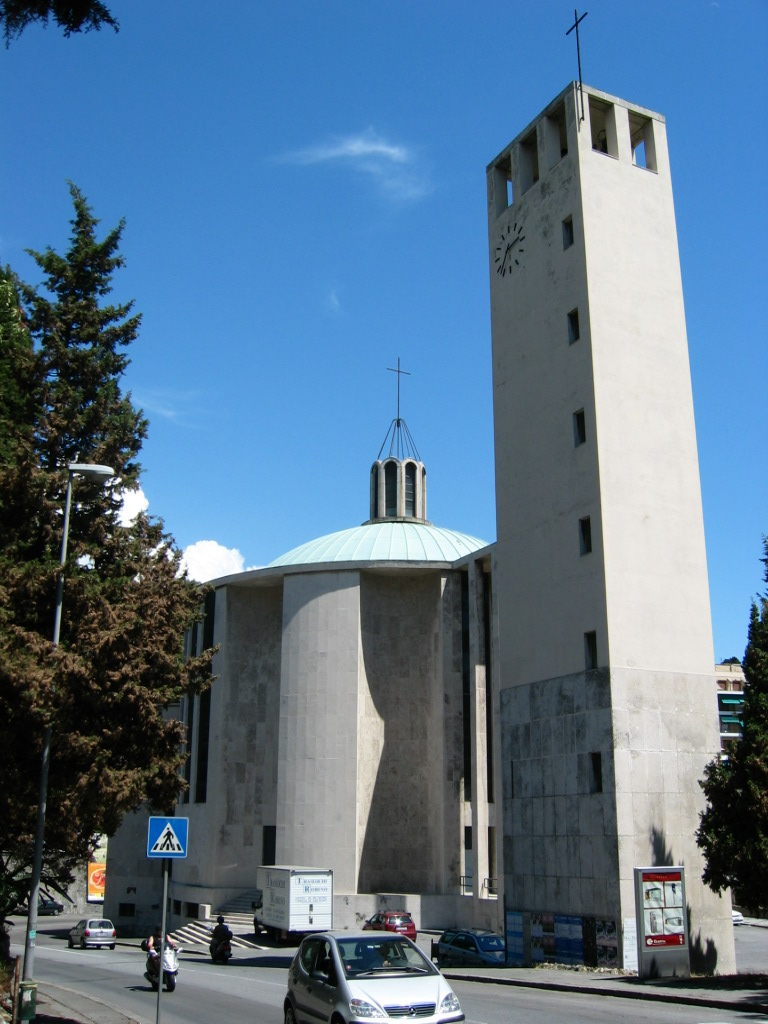
La chiesa di San Marcellino

La chiesa di San Marcellino fu costruita in via Bologna tra il 1934 e il 1936, su progetto di Luigi Carlo Daneri. Il cardinale Carlo Dalmazio Minoretti, che la inaugurò il 12 gennaio 1936, dispose con decreto del 12 ottobre dello stesso anno che vi fosse trasferito il titolo parrocchiale dell'antica chiesa di San Marcellino che si trova nell'omonima piazzetta nei pressi di via A. Gramsci, nel centro storico di Genova. Durante la seconda guerra mondiale la chiesa fu danneggiata da bombardamenti e restaurata grazie al finanziamento dei parrocchiani.

##### Chiesa di Santa Maria della Vittoria
La chiesa di S. Maria della Vittoria fu costruita tra il 1961 e il 1965 nel nuovo quartiere sorto presso le vecchie mura sulla sommità della collina degli Angeli. Con il completamento della nuova chiesa, inaugurata dal cardinale Giuseppe Siri il 27 marzo 1965, trovava una sede definitiva la parrocchia istituita dallo stesso arcivescovo il 23 dicembre 1956 e sistemata provvisoriamente in una cappella.

#### Altre chiese cattoliche

##### Santuario di San Francesco da Paola

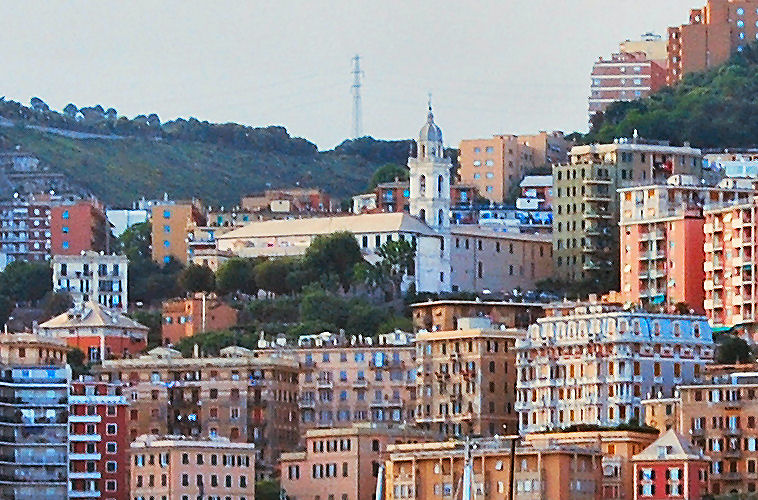
Il santuario di S. Francesco da Paola visto dalla Stazione Marittima

Come la chiesa di S. Rocco, il santuario intitolato al santo calabrese, chiamato anche "santuario dei Marinai", sorge su un colle alle spalle di Fassolo. Il santuario fu costruito verso la fine del Quattrocento su un terreno offerto dal nobile Ludovico Centurione ai Padri Minimi.
La chiesa fu completamente rifatta nella forma attuale nel XVII secolo, per iniziativa della nobildonna Veronica Spinola. Nel 1930 il santuario fu elevato a dignità di basilica dal papa Pio XI.
Il complesso, composto dalla chiesa e dal convento dei frati Minimi, è preceduto da un ampio sagrato alberato, che offre una veduta panoramica sul centro storico e sul bacino del porto vecchio.
Alla chiesa, priva di facciata ed il cui esterno si presenta completamente spoglio, si accede dal sagrato attraverso un atrio in cui sono raccolti gli ex voto offerti dai naviganti al loro santo patrono.
L'interno barocco, a tre navate sormontate da quattordici colonne, con undici altari, è invece riccamente decorato, grazie ai contributi di varie famiglie nobili genovesi. Nel pavimento, numerose tombe di personalità genovesi di varie epoche, tra le quali Veronica Spinola, promotrice dell'ampliamento del santuario e la marchesa Luigia Pallavicini, celebre per la famosa ode del Foscolo.
Numerose le opere d'arte che ornano la chiesa; tra queste dipinti di Luca Cambiaso, Cesare Corte, Valerio Castello, Orazio De Ferrari, G.B. Paggi e affreschi di Ventura Salimbeni, Lazzaro Tavarone, Giuseppe Palmieri; nelle volte affreschi ottocenteschi di Giuseppe Isola.

##### Chiesa di San Vincenzo de' Paoli

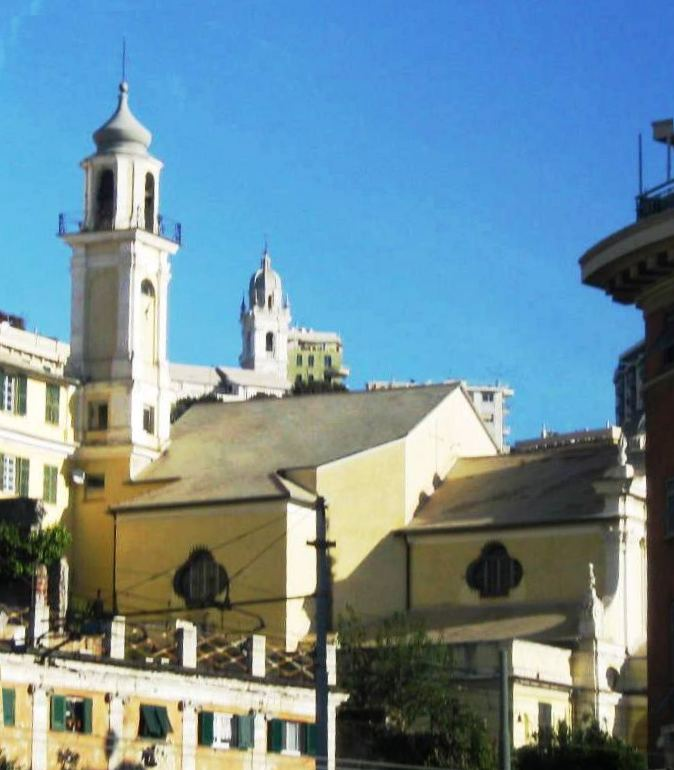
La chiesa di S. Vincenzo de' Paoli

La chiesa della Conversione di S. Paolo, comunemente chiamata di S. Vincenzo de' Paoli, fa parte del complesso dei Preti della missione, edificato nel 1645 su una preesistente villa dei Durazzo, per volere del cardinale Stefano Durazzo. L'arcivescovo, particolarmente legato alla congregazione fondata vent'anni prima da Vincenzo de' Paoli, donò ai Missionari Vincenziani la villa mentre lo stesso fondatore inviò da Parigi un suo rappresentante, padre Stefano Blatiron, con l'incarico di organizzare la nuova sede.
La chiesa, in stile barocco, conserva opere di Giuseppe Bozzano e dipinti di Giacomo Antonio Boni. Vi è sepolto l'arcivescovo di Genova Giovanni Lercari, morto nel 1802.

##### Chiesa di Nostra Signora degli Angeli
La chiesa di Nostra Signora degli Angeli, che sorge in salita Mura degli Angeli, nei pressi della omonima porta, è quanto resta del quattrocentesco complesso dei carmelitani, demolito in epoca napoleonica. In origine l'edificio era probabilmente l'oratorio annesso al grande complesso di conventuale. Ha una semplice facciata a capanna, finita con mattoni a vista e l'interno ad aula unica.

##### Oratorio di Nostra Signora del Rosario
Lungo salita S. Francesco da Paola si trova l'Oratorio del Rosario, costruito in stile neoclassico tra il 1824 e il 1826 su disegno di Carlo Barabino; questo tempietto a pianta circolare, sormontato da una grande cupola, era destinato a sostituire quello vecchio, che sorgeva nei pressi dell'antica chiesa di S. Teodoro, ed in seguito demolito per la costruzione della linea ferroviaria.
Nella nuova costruzione furono integrati i marmi dell'antico oratorio e colonne provenienti dalla demolizione della chiesa di S. Francesco in Castelletto.

#### Edifici religiosi di altri culti
In una palazzina all'incrocio tra via Buozzi, via S. Benedetto e via di Fassolo fino agli ultimi decenni del Novecento si trovava il Sailors' Rest, con annessa cappella, in cui le locali chiese protestanti accoglievano e davano assistenza ai numerosi naviganti correligionari che approdavano nel porto di Genova.
Sono tuttora ben visibili le grandi scritte "Sailors' Chapel and Reading Room", sulla facciata principale della palazzina e "Sailors' Rest" sul lato affacciato su via S. Benedetto.

### Architetture militari

#### Mura seicentesche e porte

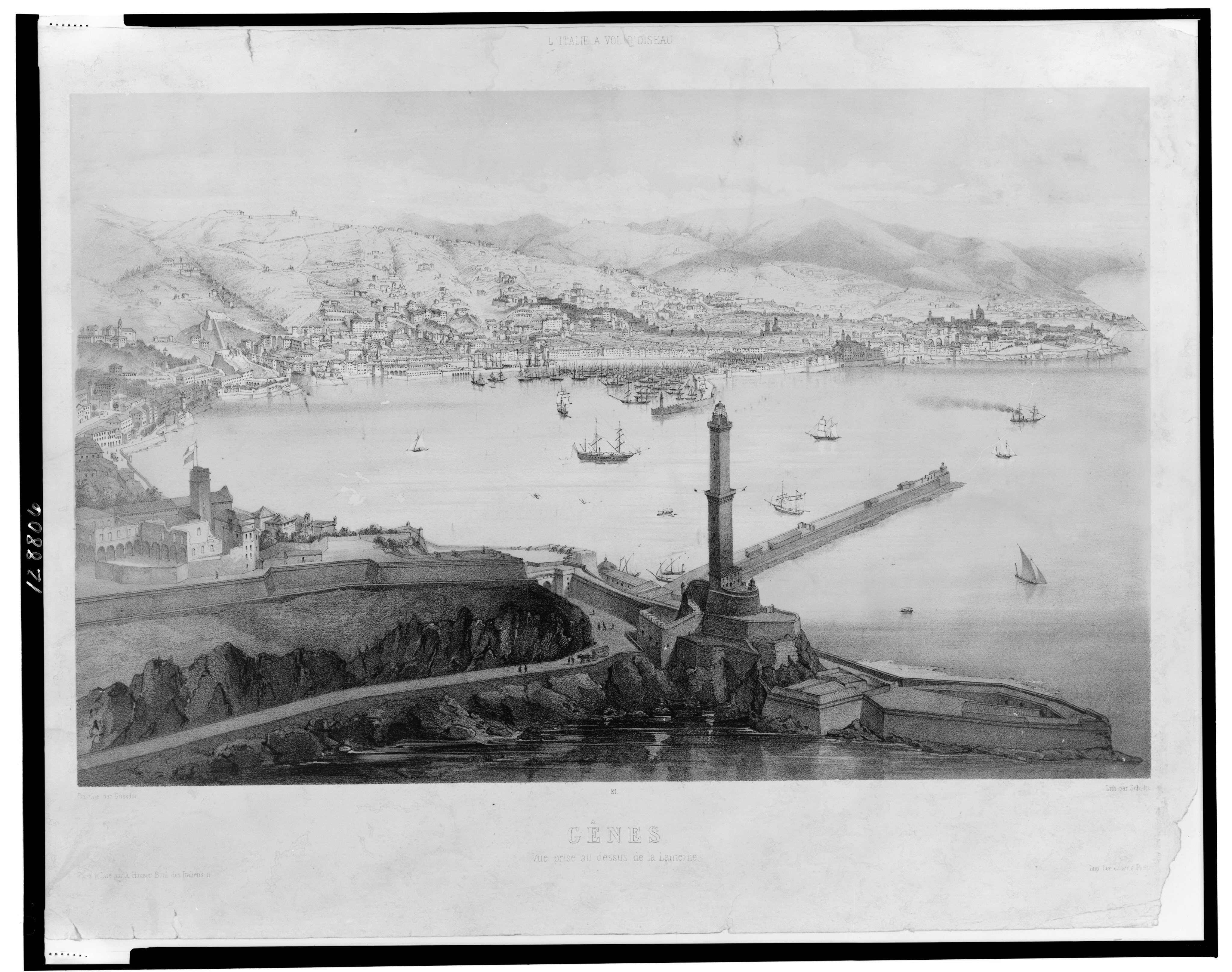
Il colle di S. Benigno (visto da ponente) alla metà dell'Ottocento in una litografia di Alfred Guesdon (1808-1876). Nell'immagine si vedono la Lanterna, le mura seicentesche con la porta della Lanterna e l'antica abbazia di S. Benigno, ormai in rovina

Il limite occidentale del quartiere di San Teodoro era delimitato (ed in parte lo è ancora oggi) da un tratto delle seicentesche "Mura Nuove" che lungo il loro sviluppo assumono denominazioni diverse. La cinta iniziava dal promontorio di Capo di Faro, dove nelle mura dette "della Lanterna" si apriva la monumentale "Porta della Lanterna", principale accesso da ponente alla città, demolita nel 1877, nonostante una petizione popolare avesse richiesto di conservarla, e sostituita da un'altra architettonicamente più modesta ma più adatta per il crescente traffico, progettata da Agostino Chiodo. Questa porta nel 1930 è stata riposizionata ai piedi della Lanterna, in luogo diverso da quello originario.
Risalendo il roccioso colle di S. Benigno, passavano vicino all'antica abbazia, prendendo il nome di "Mura di San Benigno": questo tratto è completamente scomparso per lo spianamento del colle. Il tracciato delle mura proseguiva lungo il crinale con il nome di "Mura degli Angeli", da dove, a monte della ripida scarpata creata dallo sbancamento, inizia il tratto tuttora esistente. Le "Mura degli Angeli" fiancheggiano la parte alta di via San Bartolomeo del Fossato, che risale la collina da Sampierdarena. In questo tratto si apre la Porta degli Angeli, che prendeva il nome dalla chiesa di N.S. degli Angeli, demolita nel 1810. Attraverso questo portello, oggi in stato di degrado, passa la salita degli Angeli, che risale da piazza Dinegro ed era un tempo un'importante via di accesso alla città per chi proveniva dalla Val Polcevera. La porta è sovrastata dai ruderi della ottocentesca "Batteria Angeli". Da qui la cinta prosegue con il nome di "Mura di Porta Murata", cosiddette perché all'epoca della loro costruzione vi era stata aperta una porta, alla quale faceva capo in origine la salita degli Angeli. Poiché per raggiungere questa porta il percorso originario veniva allungato, obbligando anche ad un'ulteriore salita per poi ridiscendere, per le proteste degli abitanti la porta fu chiusa, aprendo la Porta degli Angeli. Superato il Forte Tenaglia, esterno alla cinta muraria, si prosegue sulle "Mura di Montemoro" ed infine sulle "Mura di Granarolo", ultimo tratto nel territorio di S. Teodoro. Nelle "Mura di Granarolo" era aperta l'omonima porta, per la quale passava la via diretta verso l'alta Val Polcevera.

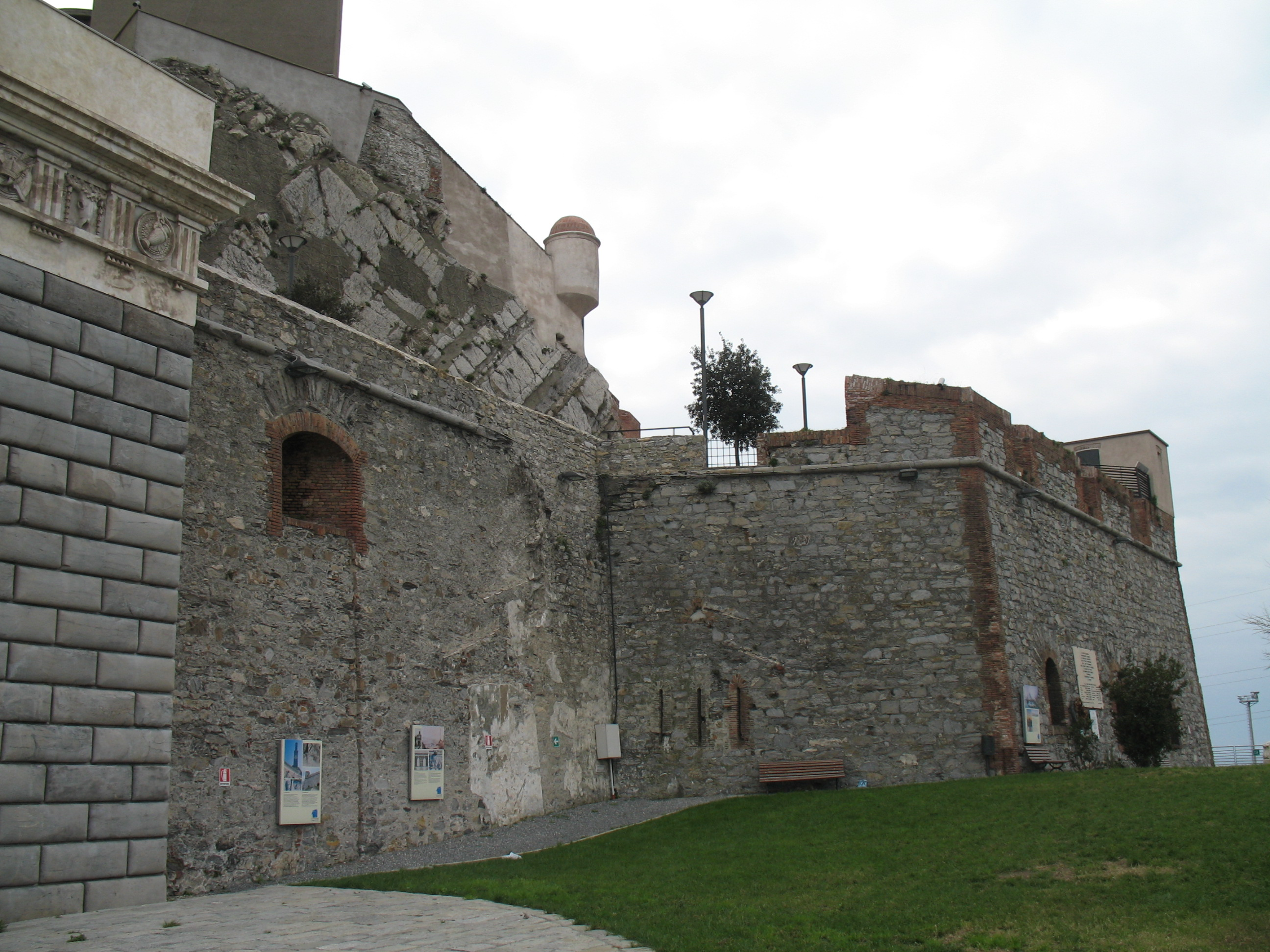
Il tratto residuo delle "Mura della Lanterna"
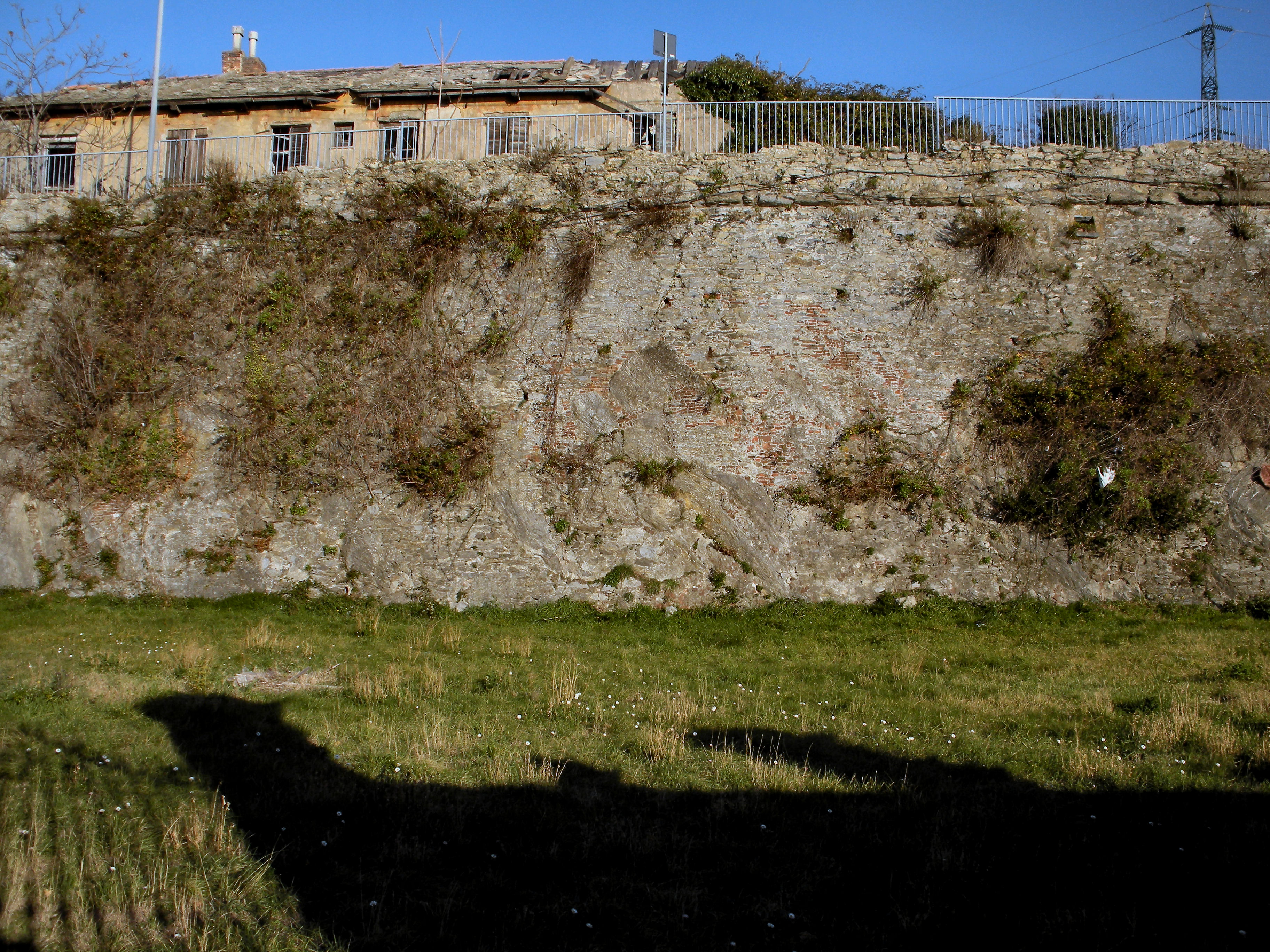
Le "Mura di Porta Murata", sovrastate dai ruderi della Batteria Angeli
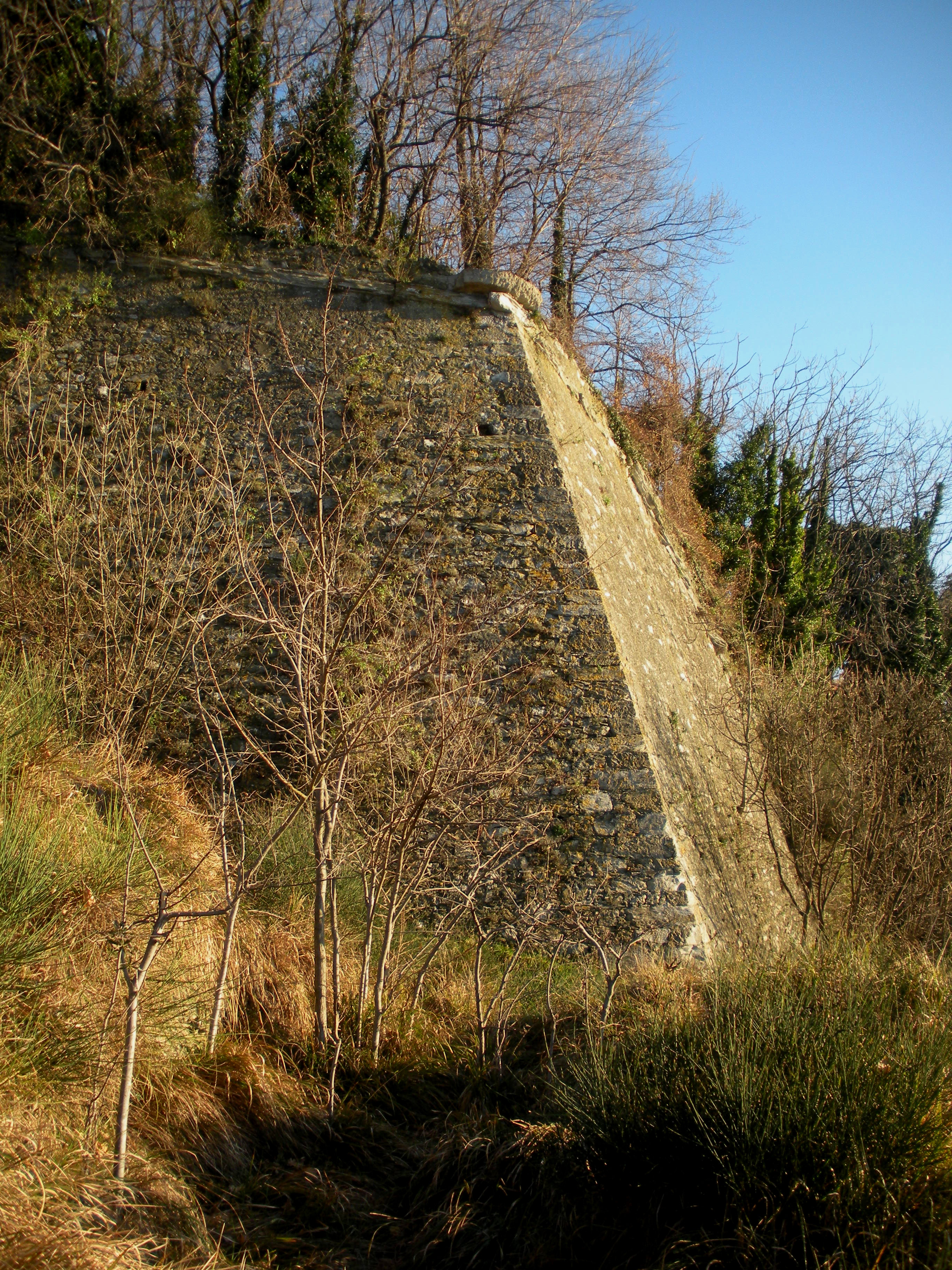
Bastione nelle "Mura di Montemoro"

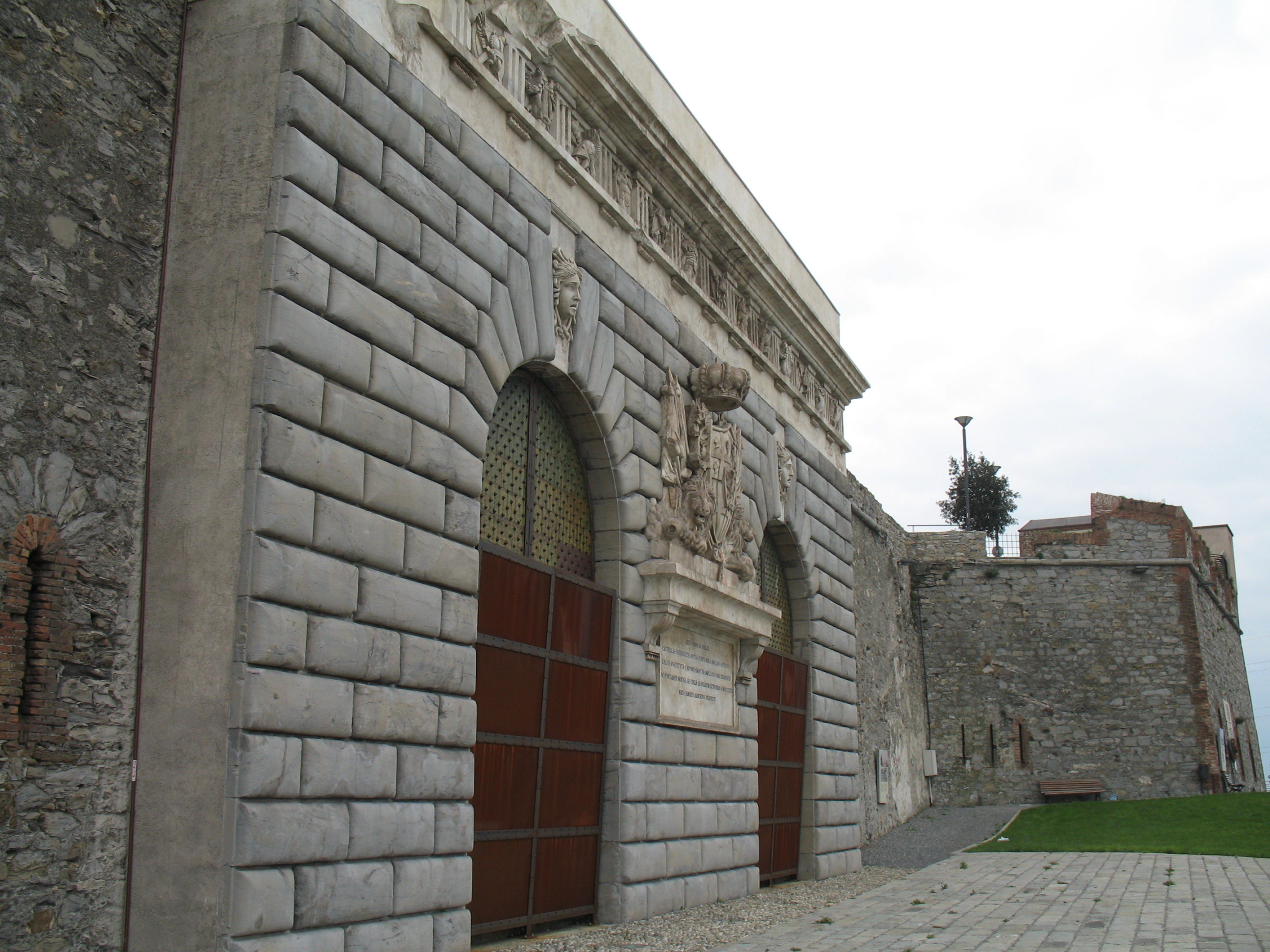
Porta della Lanterna
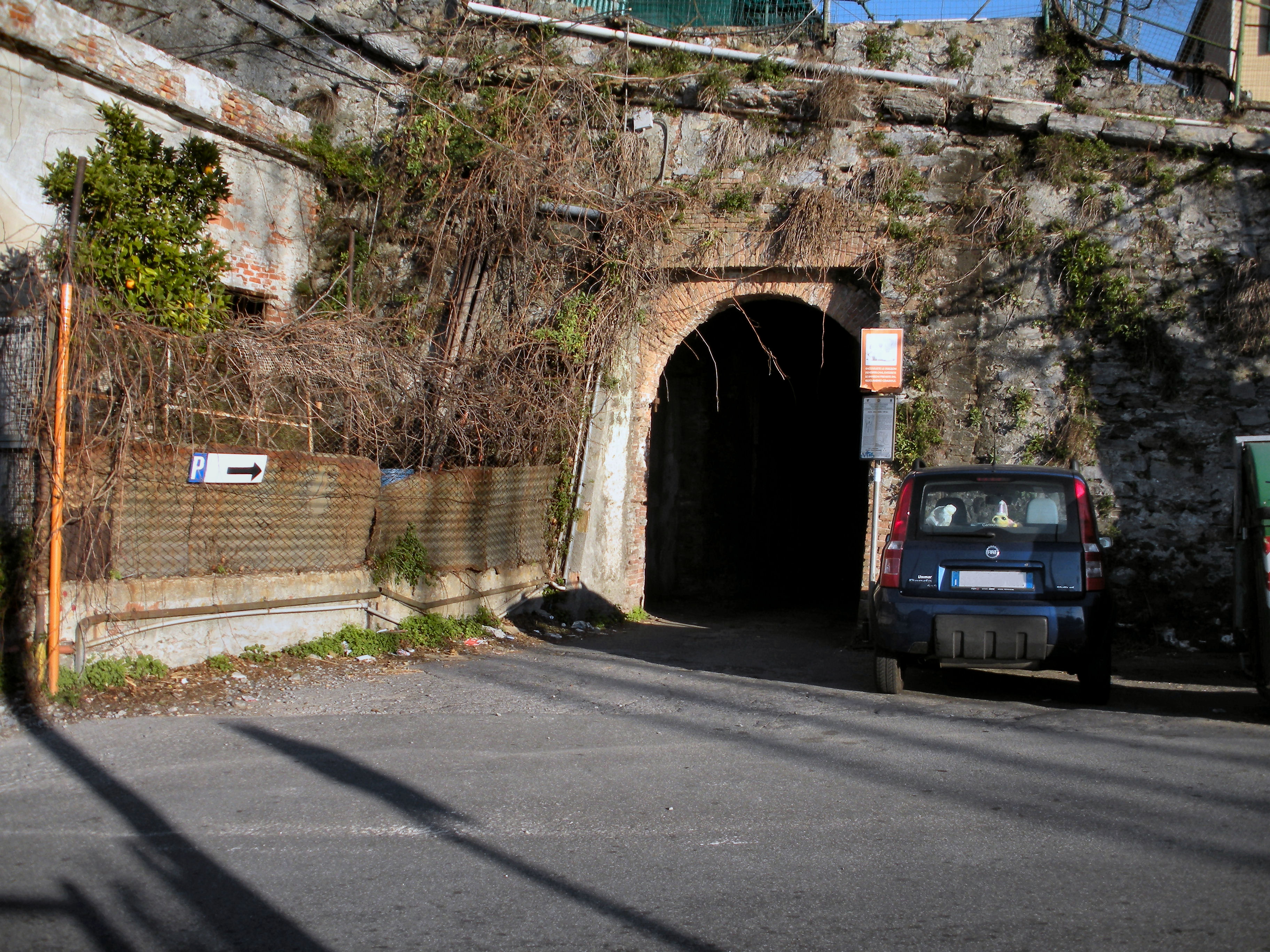
Porta degli Angeli
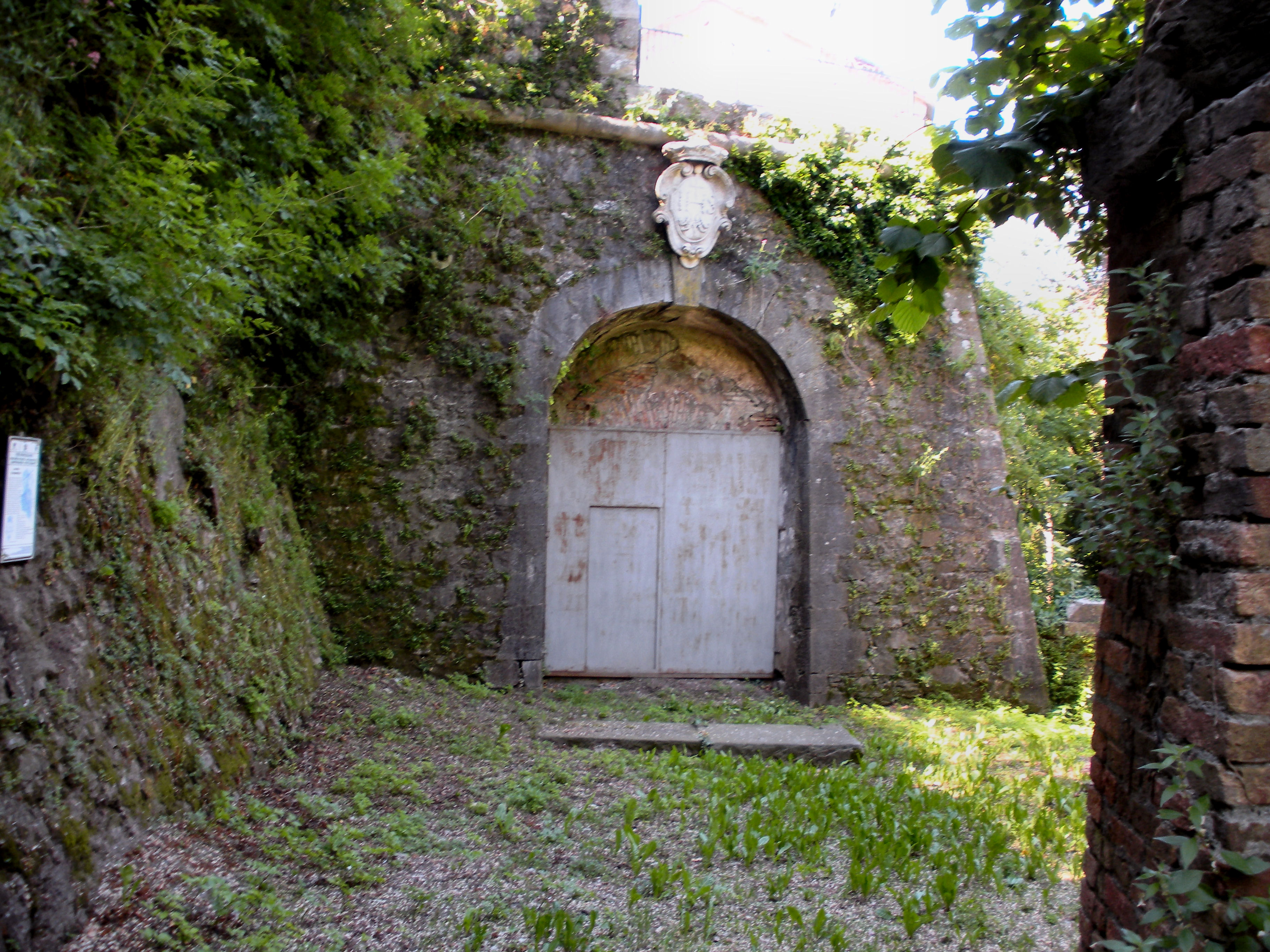
Porta di Granarolo

#### Batterie costiere
Intorno agli anni ottanta dell'Ottocento il Ministero della Guerra, in un momento di tensione tra Italia e Francia, decise di potenziare le difese del fronte a mare, considerato il punto debole della piazzaforte genovese, disponendo una serie di batterie a difesa del porto, in grado di costringere eventuali navi nemiche a rimanere lontano dalla costa, riducendo così l'efficacia delle loro artiglierie. Le nuove batterie degli Angeli e di Granarolo andarono ad aggiungersi a quelle già presenti ai piedi della Lanterna e sul colle di S. Benigno, che furono potenziate.
- Batterie della Lanterna. A protezione della Lanterna e del porto, fin dall'epoca della costruzione delle mura, nel XVII secolo, ai piedi del faro era stata realizzata una prima postazione di pezzi d'artiglieria, rafforzata un secolo dopo con un'altra batteria posta quasi al livello del mare all'estremità del promontorio, denominata "Batteria a fior d'acqua della Lanterna". Durante l'assedio di Genova del 1800 il fuoco di queste batterie costrinse una squadra navale inglese a riprendere il largo. Nell'Ottocento attorno alla Lanterna furono realizzate altre tre batterie. Oggi restano solo le murature perimetrali di una di esse, sul terrazzo a lato del faro.[12]
- Batteria San Benigno. Fin dall'inizio dell'Ottocento sul piazzale antistante l'ex abbazia di S. Benigno erano stati collocati dei pezzi di artiglieria, a difesa del porto ed anche in funzione anti-sommossa, come accadde nel 1849. Dopo la costruzione delle nuove caserme, nel piazzale antistante fu sistemata un'altra grossa batteria, affacciata su due fronti: quello di levante era armato con sei cannoni da 32 GRC Ret e quello di ponente con quattro cannoni da 24 GRC Ret.[12]

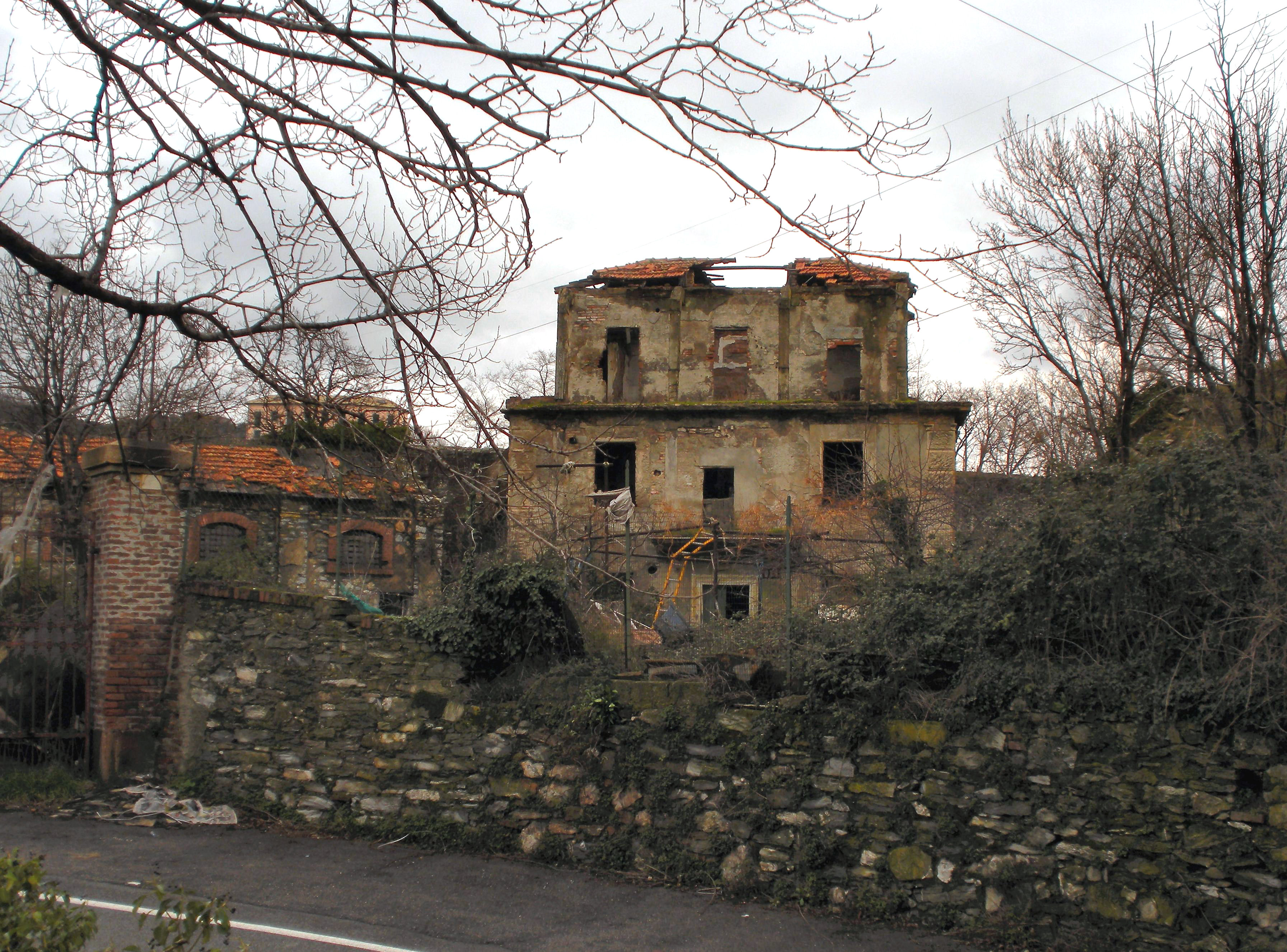
Gli edifici, ormai in rovina, che facevano parte del complesso della Batteria Angeli

- Batteria Angeli. Fu realizzata nel 1889 sul Bastione Porta Angeli. Il complesso ha l'ingresso nella via alle Mura di Porta Murata, e comprende alcuni edifici adibiti a magazzini e depositi di munizioni. Durante il secondo conflitto mondiale la postazione fu utilizzata come postazione contraerea, e vi furono costruiti altri due edifici che ospitavano il "Comando 4º Gruppo Contraerei", la mensa e gli alloggiamenti. Sul terrapieno al di sopra del cortile erano sistemate quattro postazioni di artiglieria, ciascuna con due obici da 28 GRC Ret, a difesa dello specchio d'acqua antistante il porto. Definitivamente dismessa nel dopoguerra, è stata utilizzata fino agli anni sessanta come ricovero per famiglie di senza tetto. Oggi è in concessione a privati; gli edifici sono in rovina e l'intero complesso versa in stato di degrado.[12]
- Batteria Granarolo. Realizzata anch'essa nel 1889, si trova quasi nel centro di Granarolo, nei pressi del capolinea dell'autobus n. 38. Questa struttura era costituita da un terrapieno sul quale erano collocati 10 obici da 24 GRC Ret puntati verso il porto e il mare antistante. La batteria ebbe vita breve: venuti meno i presupposti per i quali era stata costruita per la mutata situazione politica internazionale, fu dismessa dal demanio militare nel 1914. Dalla fine della seconda guerra mondiale fino agli anni sessanta le sue strutture ospitarono alcune famiglie di sfollati. Oggi l'area, che comprendeva anche i depositi delle munizioni e degli esplosivi e la casermetta del corpo di guardia, è di proprietà privata.[12]

## Infrastrutture e trasporti

### Porto

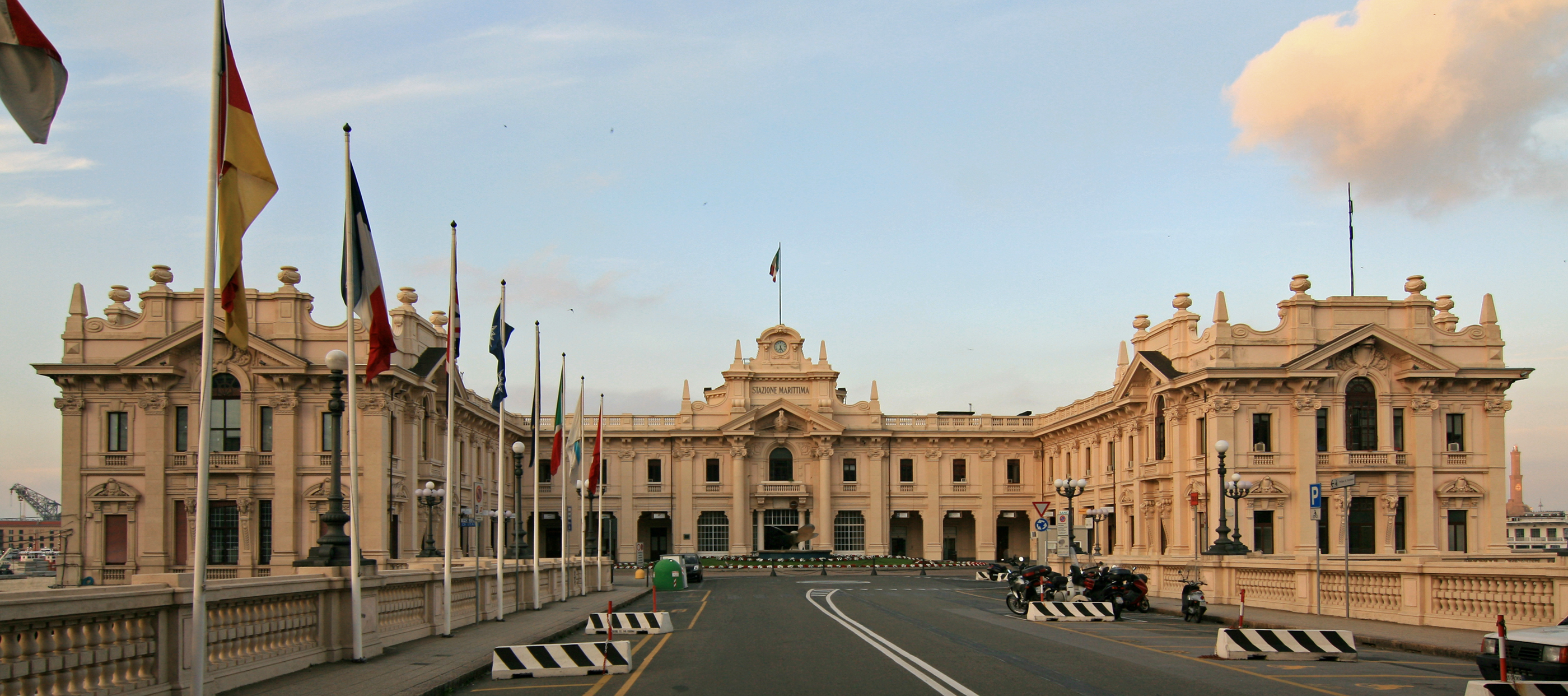
La stazione marittima di Ponte dei Mille

L'area portuale antistante il quartiere, compresa tra piazza Principe e la Lanterna, è oggi dedicata quasi esclusivamente al traffico dei passeggeri. Le navi da crociera usufruiscono della Stazione marittima di Ponte dei Mille, un tempo base per l'imbarco sui transatlantici di linea della Italia Navigazione e di altre storiche compagnie. Al moderno terminal traghetti, nella zona di ponente del bacino del porto vecchio, fanno capo i servizi di linea per varie località del mar Mediterraneo.

### Strade

#### Viabilità antica
Il borgo di Fassolo era attraversato dalla via omonima, un tempo unico accesso alla città per chi veniva da ponente; questa via collegava via S. Benedetto e la scomparsa porta di S. Tommaso, nelle mura del Cinquecento (attuale piazza Principe), con la zona di S. Lazzaro (attuale piazza Dinegro), da dove si poteva proseguire verso il passo della Lanterna o la salita degli Angeli. A metà di questa strada si trova la piazza S. Teodoro, sulla quale sorgeva l'antica chiesa demolita nel 1870.
Due vie dalla zona di S. Teodoro portavano verso l'entroterra e i valichi appenninici. Con la costruzione delle Mura Nuove, in corrispondenza di queste vie furono aperte le porte degli Angeli e di Granarolo, percorse dalle ripide crêuze che portano lo stesso nome, ancora ben riconoscibili e percorribili. A queste si affiancava la via in direzione di Sampierdarena che passava per la porta della Lanterna, aggirando il roccioso promontorio di Capo di Faro, un tempo disagevole e poco importante per i traffici commerciali.

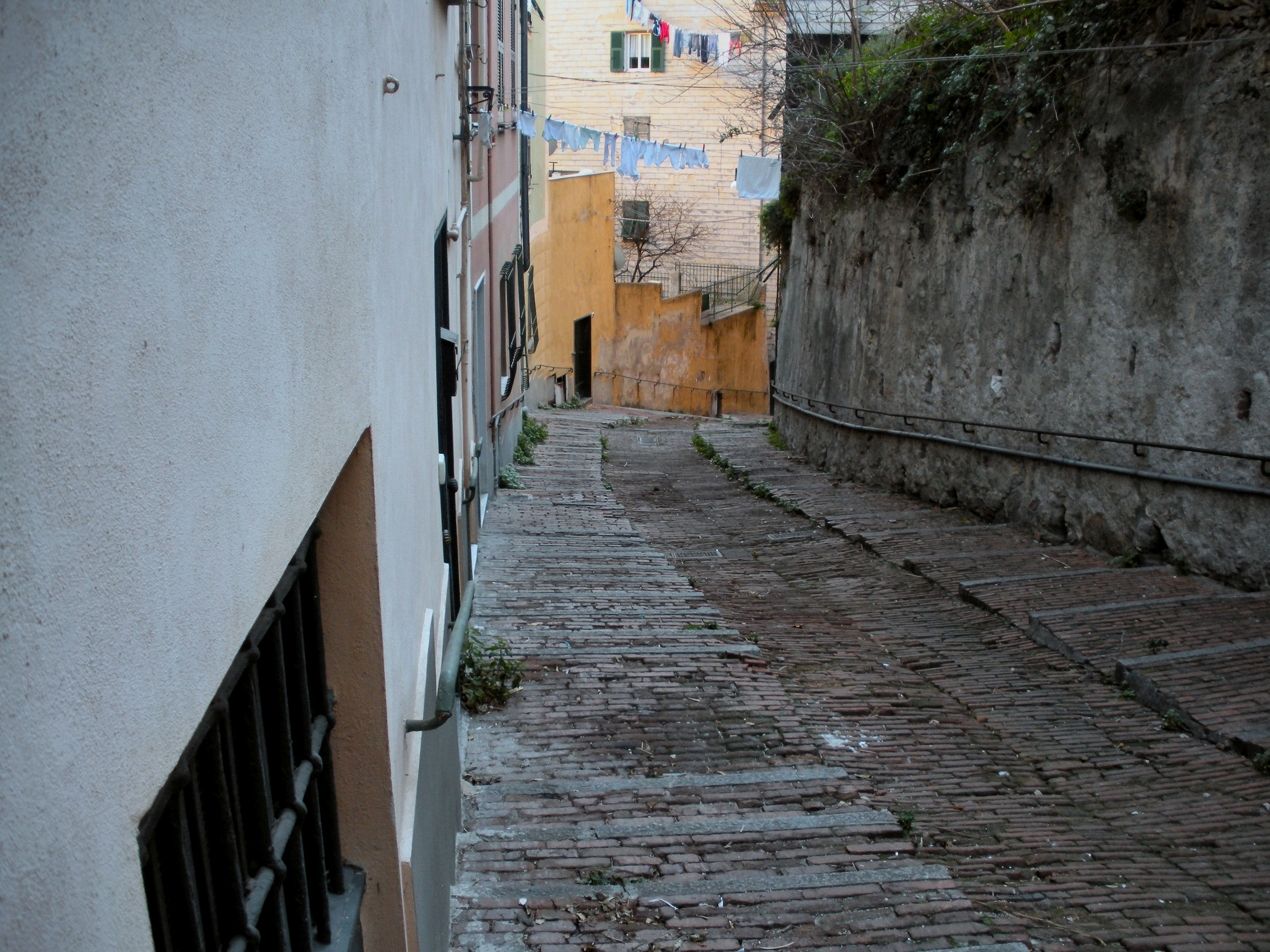
Uno scorcio di Salita degli Angeli

- Salita degli Angeli. Ha preso il nome dal quattrocentesco convento carmelitano di Santa Maria degli Angeli, che sorgeva in cima alla salita, demolito nel 1810. La salita, lunga e ripida ma assai ampia, ha inizio dalla chiesa di S. Teodoro e termina in corrispondenza della porta degli Angeli, a 114 m s.l.m. Prima della costruzione delle mura seicentesche era la via principale che portava verso la Val Polcevera e l'entroterra.[18] La via in uscita dalle mura portava alla Crocetta di Belvedere, da dove scendeva verso i guadi sul Polcevera in corrispondenza di Certosa. Come già detto, in origine la porta era stata aperta ad una quota più alta, sollevando le proteste degli abitanti ed obbligando le autorità a spostarla dove si trova oggi.[18][64] Nell'Ottocento con il miglioramento della strada della Lanterna perse di importanza, anche se, come nota il Casalis, "quantunque né gli eserciti, né i Principi, né i viaggiatori abbiano oggidì a transitarvi, non è per tutto ciò diserta; attesoché gli amici delle scorciatoje l'antepongono a quella della Lanterna, e per entrare in città e per uscirne".
- Salita San Rocco - Salita di Granarolo. La salita che dalla piazza Principe sale direttamente alla porta di Granarolo è una delle più ripide della città. Dopo la realizzazione del parco binari della stazione Principe non raggiunge più la piazza, ma ha inizio a lato dell'ex albergo Miramare, dove si trova anche la stazione a valle della ferrovia di Granarolo. Il tratto a valle, fino alla chiesa di S. Rocco, prende nome dalla stessa poi, attraversata via Bari, prosegue come "Salita di Granarolo" fino alle porta omonima.[18]

#### Viabilità moderna
Il principale asse di scorrimento della moderna viabilità, sviluppatasi nella seconda metà dell'Ottocento con la progressiva urbanizzazione del quartiere, da levante a ponente è costituito da via Adua, via Bruno Buozzi e via Milano, che costeggiano il waterfront portuale, e collegano il centro di Genova con Sampierdarena, raggiungibile anche attraverso via di Francia e via A. Cantore.

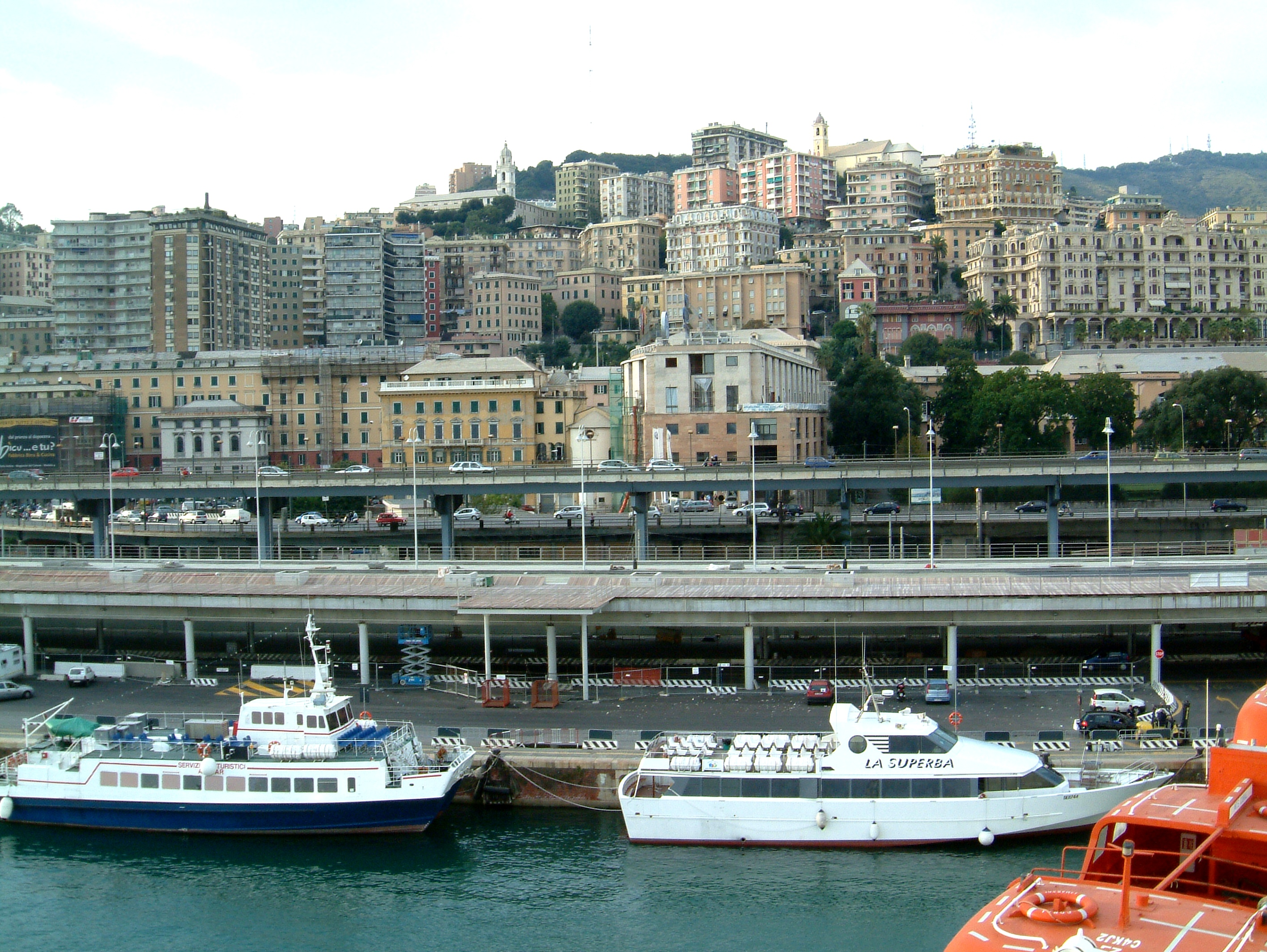
La sopraelevata davanti alle case di Fassolo

Le aree collinari sono raggiungibili dalla centrale piazza Dinegro attraverso via Venezia, via Bologna e via Bari, che prosegue nel vicino quartiere del Lagaccio, collegandosi poi con la viabilità del quartiere di Oregina e la "circonvallazione a monte".

##### Strada sopraelevata
La strada a scorrimento veloce comunemente chiamata sopraelevata (intitolata allo statista Aldo Moro), progettata da Fabrizio de Miranda, fu inaugurata nel 1965; la strada attraversa tutto il quartiere costeggiando la cinta portuale, collegando il casello autostradale di Genova Ovest (nel limitrofo quartiere di Sampierdarena) con il quartiere della Foce. Pur non essendovi svincoli nell'area di S. Teodoro, riveste comunque una notevole importanza per il quartiere, in quanto il traffico in transito sulla direttrice ponente-levante non viene a gravare sulla viabilità locale.

### Autostrade
Il casello autostradale più vicino è quello di Genova-Ovest, ubicato nell'adiacente quartiere di Sampierdarena, solo ad 1 km dalla centrale piazza Dinegro, nel quale convergono le tre autostrade che fanno capo a Genova: A7 (Genova – Milano), A10 (Genova – Ventimiglia) e A12 (Genova – Rosignano).

### Ferrovie
La linea ferroviaria in uscita dalla stazione di Genova Principe e diretta verso ponente attraversa tutto il quartiere con un lungo viadotto, prima di imboccare la galleria S. Lazzaro, sotto la collina degli Angeli.

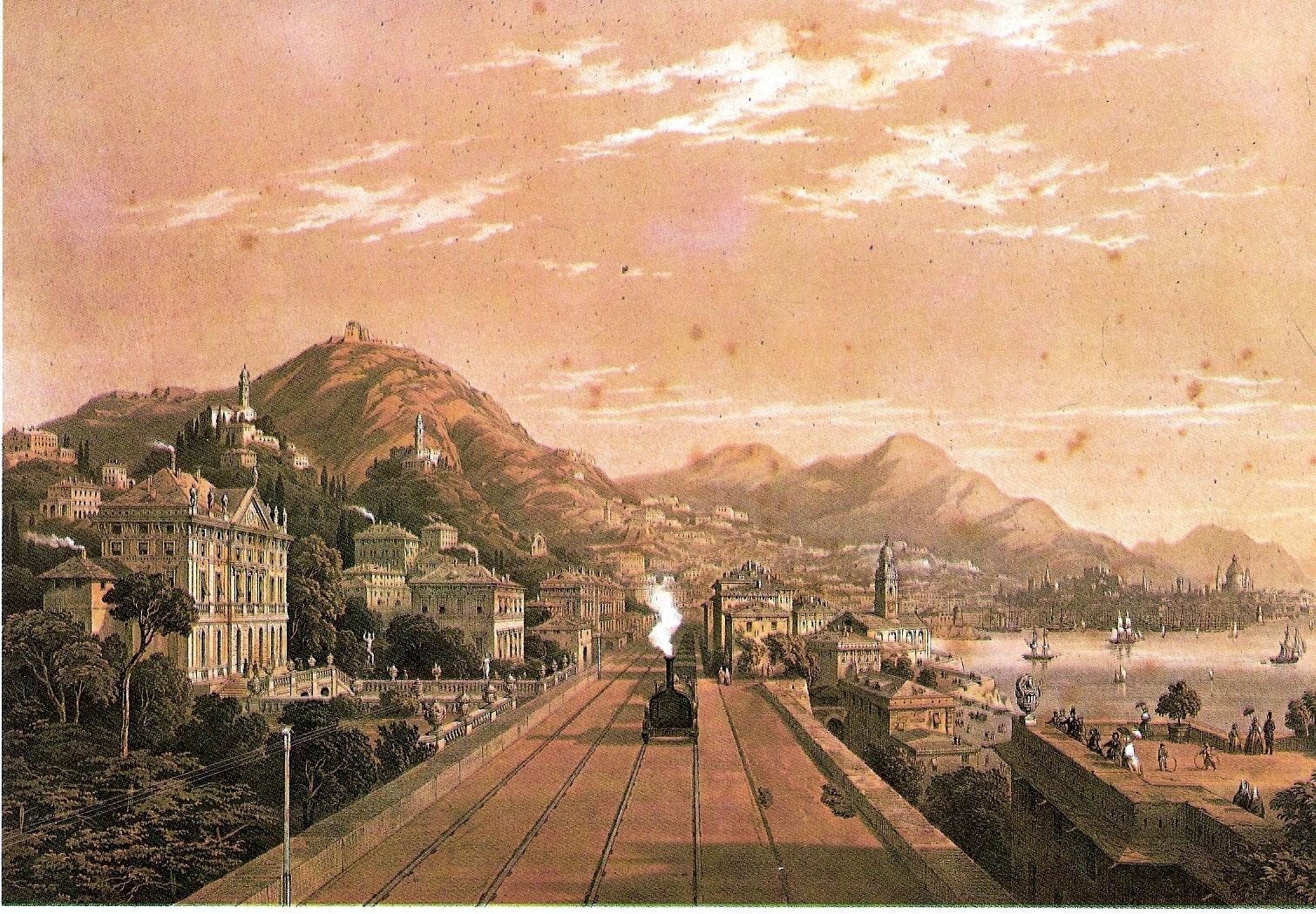
Dipinto raffigurante il viadotto ferroviario all'epoca della sua inaugurazione. Si distinguono a sin. la Villa Rosazza e a destra la vecchia chiesa di S. Teodoro

La stazione di Genova Principe, a meno di 1 km da piazza Dinegro, è anche la stazione della rete nazionale maggiormente utilizzata dagli abitanti del quartiere.

### Trasporti urbani
- Metropolitana. Il quartiere è servito dalla stazione Dinegro della metropolitana di Genova, che si trova nella centrale piazza omonima, davanti alla Villa Rosazza. Questa stazione è stata aperta nel 1990, quando fu inaugurato il 1º lotto (Brin-Dinegro) della metropolitana genovese, realizzato riutilizzando la vecchia galleria tramviaria di Certosa, lunga circa 1,75 km.

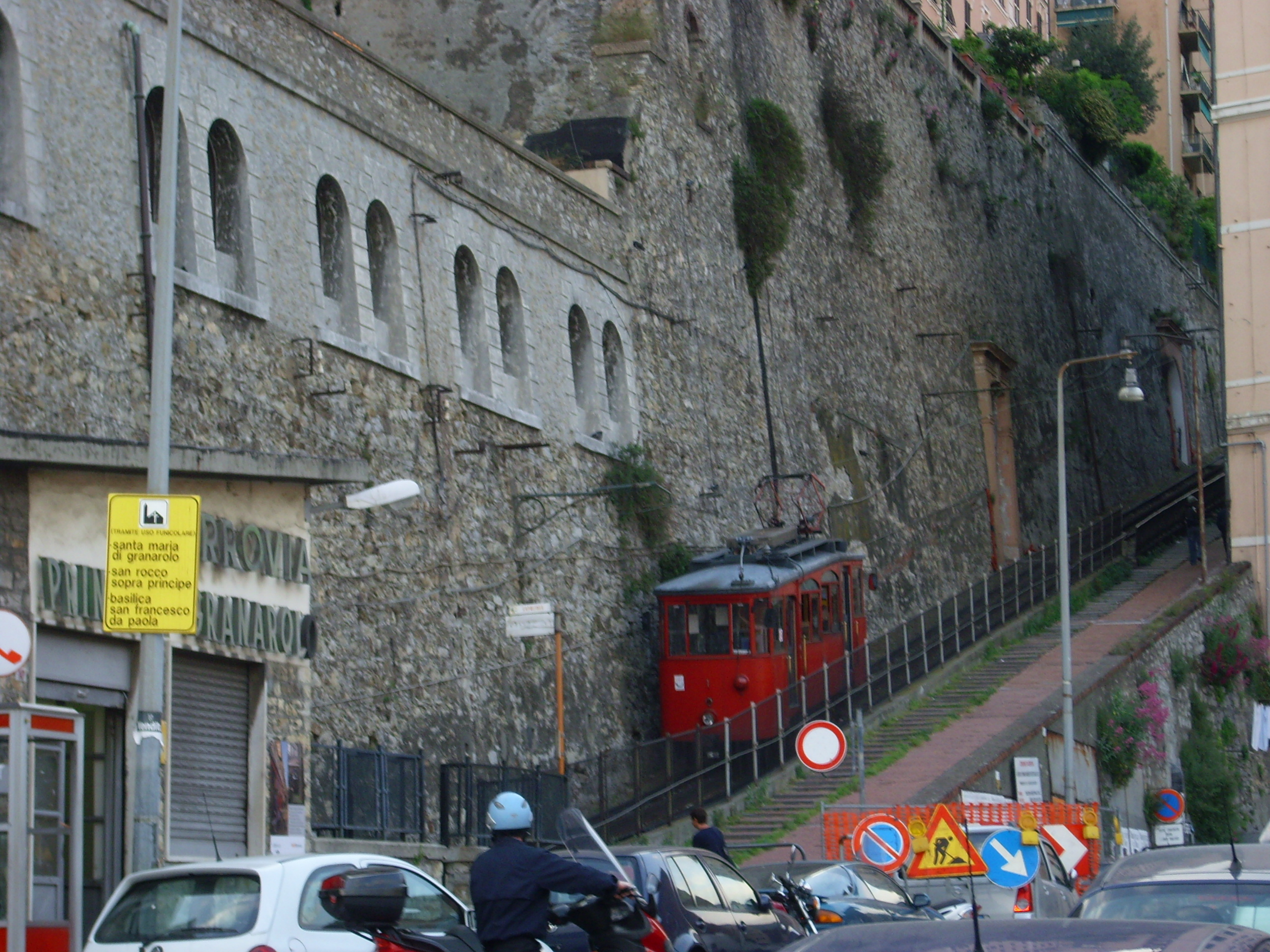
La stazione a valle della ferrovia Principe-Granarolo

- Autobus. Numerose le linee di autobus urbani dell'AMT attraversano il quartiere collegando il centro cittadino con Sampierdarena (linee 18 e la linea filoviaria 20), il ponente (linee 1 e 3) e la Val Polcevera (linee 7 e 9); altre linee (32, 35, 38, 340, 355) raggiungono le zone collinari.
- Ferrovia a cremagliera Principe-Granarolo. La località collinare di Granarolo è raggiungibile anche con una ferrovia a cremagliera, costruita nel 1901 da una società privata che intendeva valorizzare, favorendone l'accessibilità, dei terreni edificabili nella zona collinare, ed oggi integrata nel sistema di trasporti urbani dell'AMT. La ferrovia ha nove fermate (alcune sono state aggiunte nel 2012 dopo lunghi lavori di consolidamento della sede viaria) e si sviluppa per 1130 m con un dislivello di 194 m.[29][30]
- Ascensori pubblici. È in funzione dal 1963 un ascensore pubblico che, con un dislivello di 46 m, collega via Dino Col con via Rigola, nella popolosa zona degli Angeli.[65]

### Aeroporti
- Aeroporto di Genova-Cristoforo Colombo - 5 km.

### Ospedali
- Ospedale Villa Scassi di Sampierdarena - 2 km.
- Ospedale Galliera - 4 km.
- Ospedale San Martino - 7 km.